# Quartiers du Vieux-Tours
Le Vieux-Tours est un terme générique pour définir un ensemble de quartiers ou bourgs qui se sont réunis au cours du temps pour former le centre historique de la ville de Tours. Les quartiers du Vieux-Tours sont, d'ouest en est : Notre-Dame-la-Riche, Saint-Martin, Saint-Julien, Saint-Gatien, Saint-Pierre-des-Corps.
- Le quartier Saint-Gatien est le premier bourg constitué, il correspond à la cité de l'Antiquité tardive de Caesarodunum ; il sera le siège du pouvoir politique et épiscopal de la ville.
- Le quartier Saint-Martin est le deuxième bourg constitué, qui doit son origine au culte de saint Martin : il sera dès le Ve siècle la ville nouvelle, la ville de pèlerinage.
- Le quartier Saint-Julien est le troisième bourg constitué entre la cité - l'amont -[1] et la ville nouvelle - l'aval -[2] : du VIe siècle au XIe siècle, le quartier voit l’implantation de nombreux édifices religieux, dont l'abbaye de Saint-Julien.

En 1356, les bourgs Gatien, Martin, Julien sont réunis dans l'enceinte commune, Notre-Dame et Saint-Pierre des faubourgs.
Le Vieux-Tours deviendra l'ensemble le plus touristique de la ville après sa restauration-rénovation commencée au tout début des années 1960, à contre-courant des opérations de démolition-reconstruction dominant en France pour les besoins du relogement après les dommages massifs de la Seconde Guerre mondiale. Le périmètre défini par un plan de sauvegarde mis en place en 1973 a été depuis très sensiblement élargi. Les quartiers anciens délimités par l'enceinte du XVIIe siècle, comme l'ensemble de la vieille ville historique de Tours d'une surface de 175 ha, appartiennent au paysage culturel exceptionnel du Val de Loire, inscrit au patrimoine mondial de l'UNESCO depuis l'an 2000. Le 7 juillet 2016, le vieux Tours devient un site patrimonial remarquable.
La Grande Rue, axe médiéval et historique qui traverse la vieille ville (actuellement d'ouest en est : les rues Georges-Courteline, du Grand-Marché, du Commerce, Colbert, Albert-Thomas et Blanqui) ainsi que les rues et les places qu'elle rencontre, ont une activité sociale, historique et culturelle importante. Ces espaces publics sont très visités pour leurs nombreuses maisons médiévales, à colombages ou en pierre.

## Histoire des quartiers du Vieux-Tours
Le quartier Saint-Gatien ou la Cité est le premier noyau constitué qui correspond à un périmètre de Caesarodunum, qui va prendre un nouvel essor et se développer dans un castrum à partir du IVe siècle. Vers l’an mil, la Cité est le siège du pouvoir politique et épiscopal de la ville. À l’emplacement de l'amphithéâtre de Tours s’installent les chanoines du cloître Saint-Gatien. Au XIIIe siècle le château et la cathédrale sont reconstruits à l’initiative du roi Louis IX.
Le quartier Saint-Martin ou Châteauneuf est le deuxième noyau constitué qui doit son origine au culte de l’évêque de Tours, saint Martin, où une basilique est édifiée sur sa tombe à la fin du Ve siècle. Aux VIe siècle et VIIe siècle, des édifices religieux se construisent autour de la basilique et un bourg se constitue au début du VIIIe siècle. Les raids normands du IXe siècle, obligent les chanoines à faire édifier un castrum, l'enceinte de Châteauneuf. Cette enceinte déclenchera la bipolarisation de la ville entre le Châteauneuf et la Cité. Au XIe siècle, une nouvelle basilique Saint-Martin est reconstruite.
Le quartier Saint-Julien est le troisième noyau constitué entre le bourg de la Cité et le bourg de Châteauneuf. Ses principales voies reprennent le tracé de celles du centre de la ville Antique. Le quartier voit l’implantation, du VIe siècle au XIe siècle, de nombreux édifices religieux, dont l'abbaye de Saint-Julien. Le bourg, jusqu’alors peu dense, voit la construction dans le courant du XIIIe siècle de couvents d’ordres mendiants. En 1356 les bourgs  Gatien, Martin, Julien  sont réunis dans une enceinte commune la clouaison, les quartiers Notre-Dame-la-Riche et Saint-Pierre-des-Corps ne sont encore que des faubourgs, Tours unifiée vient de naître.

### Quartier Notre-Dame-la-Riche
Le quartier Notre-Dame-la-Riche est le prolongement du decumanus de Caesarodunum vers l’ouest, où vont se constituer les faubourgs médiévaux de la Riche, près du cimetière des chrétiens du Bas-Empire . Ce cimetière, aujourd'hui place Abbé Payon, anciennement place de la Riche, recevra les corps de saint Gatien et saint Lidoire dans une basilique construite par ce dernier. Dès le Xe siècle s’établit le prieuré Saint-Médard et sur l'emplacement de la basilique de Lidoire, une nouvelle église Notre-Dame La Pauvre, la future église Notre-Dame-la-Riche. Le quartier au XIe siècle présente une zone peu urbanisée entre quatre établissements religieux : la basilique Saint-Martin à l’est, le prieuré Saint-Éloi au sud et les prieurés Sainte-Anne et Saint-Cosme à l'ouest. Il faut, pour se rendre aux prieurés Saint-Cosme et Sainte-Anne , emprunter le pont Sainte-Anne
 qui franchit le ruau Sainte-Anne, canal de dérivation de la Loire au Cher. Ce ruau Sainte-Anne constitue la limite ouest du quartier Notre-Dame-la-Riche . En 1356, le quartier devient, à l'ouest, un faubourg de la ville, la porte Notre-Dame-de-la-Riche, qui fait partie de la nouvelle enceinte dite la clouaison, qui est alors la principale sortie de la ville par l’ouest . Les constructions de maisons le long du faubourg se densifient, l’installation de nombreux ouvriers de la soie, dès le troisième quart du XVe siècle, transforme le faubourg en zone industrielle dans laquelle travaillent les maîtres-tisseurs. Le quartier a conservé de cette période des maisons à pignon sur rue, construites aux XVe et XVIe siècles, très remaniées aux siècles suivants. Dans la deuxième partie du XVe siècle, Louis XI ordonne la construction d'un boulevard à l'ouest devant l'enceinte commune, près la porte Saint-Simple. Elle deviendra dans cet espace libre le marché aux bleds et la promenade de la Baguenauderie. Au XVIIe siècle, elle prendra le nom de place d'Aumont, voulu par les Tourangeaux en mémoire de César, marquis d’Aumont, gouverneur de Touraine. Lieu de la guillotine pendant la Révolution - le 26 juillet 1798, Guillaume Le Métayer dit Rochambeau y sera fusillé -, elle sera plus tard la place Gaston-Paillhou.
- Quartier Notre-Dame-la-Riche
- 2-14 rue de la Madeleine
- 23-29 rue de la Hallebarde
- 25 rue de la Hallebarde
- 13 rue Georges-Courteline
- Église Notre-Dame-la-Riche
- Gargouille sur la façade de l'église Notre-Dame-la-Riche
- 38-40 rue Rouget-de-Lisle

En 1520, pour améliorer le problème de l'extension de la ville, François Ier ordonne la construction d'une nouvelle enceinte qui ne sera véritablement commencée que par ordre d'Henri IV et terminée en 1690. Ce nouveau rempart englobe le quartier Notre-Dame-la-Riche. L'ancien faubourg devient une partie de la ville mais, par manque de moyens, la partie la plus à l’ouest, le faubourg Sainte-Anne se retrouve extra muros : ce quartier devient alors la « Ville Perdue », s’étendant de la porte de ville Sainte-Anne de la nouvelle enceinte jusqu’au « ruau » Sainte-Anne, c'est aujourd'hui la rue Lamartine. Au sud, le faubourg Saint-Éloi est également incorporé à la ville, c'est aujourd'hui la rue Jules-Charpentier.
Dès le début de la Contre-Réforme, de nouvelles congrégations religieuses s'établissent dans le quartier. Sur un terrain donné par Diane de France, le couvent des Récollets est construit en 1621 sous la protection d'Anne d'Autriche ; il se trouve toujours aujourd'hui au 20ter rue Rouget-de-l'Isle . Marie de Bragelongne, épouse de Claude Bouthillier de Chavigny et mère de Léon Bouthillier, reçoit de Louis XIII par lettres patentes  le droit de création d'un couvent des Capucines rue de la Bourde en 1623. Un grand bâtiment de brique et de pierre du début du XVIIe siècle au no 6,8 rue de la Bourde et un très grand porche en pierre du XVIIIe siècle au no 3 place Gaston-Paillhou en sont les seules souvenirs. Dès 1643, les annonciades ou le couvent Notre-Dame de la Charité du Refuge se construit entre les rues Georges-Courteline, Jean-Macé et Rouget-de-l'Isle, formant un des plus vastes enclos religieux de la ville de Tours. Vendu en janvier 1798, une partie de l'ancien couvent aujourd'hui au no 72 rue Georges Courteline est devenu loge maçonnique. Construit de 1545 à 1650 à l'extérieur de l'enceinte de la ville, le couvent de la Charité Saint-Roch ou l'Hôpital général de la Charité  est aujourd'hui l'hôpital Bretonneau.
Au milieu du XVIIIe siècle, l’enceinte du XVIIe siècle, déjà obsolète, est aménagée en promenade, et les deux parties de l'ancien faubourg Notre-Dame-la-Riche et Sainte-Anne sont réunies à la suite du percement du rempart en 1752. La Révolution transforme la ville de Tours en commune ; le faubourg Sainte-Anne est intégré administrativement à la ville par décret impérial du 29 mai 1808.
Dès 1790, la place d’Aumont s'agrandit au nord par la suppression de l'église Saint-Simple, aujourd'hui 18 place Gaston-Paillhou  ; la ville achète en 1792 l'église Saint-Clément pour servir de halle aux blés. Dans la première moitié du XIXe siècle, le conseil municipal lance plusieurs projets de réunion entre la halle (ancienne église) et la place d'Aumont. C'est en 1863 que le projet est réalisé par la construction sur le modèle des Halles de Paris de deux halles en pavillon d'architecture métallique par Gustave Guérin . Les places d'Aumont et des Halles forment une même place avec deux noms. En 1883, l'église Saint-Clément est démolie pour agrandir les Halles. Par une délibération du 9 novembre 1893, la place d'Aumont prend le nom de place Gaston-Paillhou ; les pavillons seront remplacés en 1976 par la halle actuelle. La construction en 1845 d’un quartier de cavalerie au nord à l’emplacement de l’ancien mail Preuilly contribue à l’animation du quartier et dynamise son activité commerciale , et l'ancien ruau Sainte-Anne est transformé en jardin botanique. Jouxtant le quartier de cavalerie devenu la caserne Lasalle , le champ de Mars à l'est sert de terrain d’entraînement militaire, mais aussi de foire à bestiaux . Au sud, entre les rues de la Bourde, faubourg Saint-Éloi, aujourd'hui rue Jules-Charpentier, une cité ouvrière se structure. De 1867 à 1873, la cité de la maison Mame est construite par l'architecte Henri Racine, composées d'un ensemble en pierre et brique de 62 maisons individuelles, autour d'une place centrale .
- Quartier Notre-Dame-la-Riche
- 5 rue Lamartine
- 50 rue Rouget de Lisle
- 10 rue Lamartine
- 34 rue Lamartine

Le quartier Notre-Dame-La-Riche peut se diviser en deux secteurs, le secteur nord délimité par la rue de la Victoire, le boulevard Preuilly, la rue Léon-Boyer et le front nord de la rue Rouget-de-Lisle, le secteur sud délimité par le front sud de la rue Rouget-de-Lisle, la place des Halles de Tours, le boulevard Béranger et la rue Léon-Boyer.

### Quartier Saint-Martin
Le quartier Saint-Martin doit l'origine de son rayonnement au culte de l’évêque de Tours, saint Martin, mort en 397, où une basilique est édifiée sur sa tombe à la fin du Ve siècle . Bénéficiant de la protection des Mérovingiens puis des Carolingiens, l’abbaye gagne privilège et indépendance sur le pouvoir de l'évêché . Du VIe au XIe siècle, de très nombreux édifices religieux se construisent autour de la basilique, Saint-Clément, Saint-Simple, Notre-Dame-de-l'Écrignole, Saint-Pierre-du-Chardonnet,  Saint-Pierre-le-Puellier. Saint-Venant,  Saint-Denis, Sainte-Croix, Petit-Saint-Martin, Saint-Jean, Notre-Dame-de-Pitié, Saint-André, Saint-Pierre-et-Saint-Paul . Un bourg se constitue au début du VIIIe siècle autour de la basilique, le pèlerinage sur le tombeau du saint attire toute une population de marchands et d’artisans. Le 8 novembre 853, les Normands attaquent le Bourg Martin et la Cité, toutes les églises sont incendiées. De nouvelles incursions, de 856 à 870, obligent les chanoines de l'abbaye Saint-Martin à se réfugier à Chablis pendant quelques années. Les raids normands du IXe siècle obligent les chanoines à faire édifier un castrum pour protéger une partie du quartier, reconstruit en pierre vers la fin du Xe siècle : c'est le mur de Châteauneuf. La construction de cette enceinte  déclenche le début de la bipolarisation de la ville  entre le quartier Saint-Martin - le Châteauneuf - et le quartier Saint-Gatien - la Cité -, siège du pouvoir épiscopal. Le 24 juin 994, le Bourg de Châteauneuf est entièrement détruit par un formidable incendie résultant des combats entre les comtes d'Anjou et les comtes de Blois pour le contrôle de la Touraine, une lutte haineuse entre Foulques III d'Anjou et Eudes qui se terminera à la bataille de Pontlevoy le 6 juillet 1016. À partir du XIe siècle, une nouvelle basilique est construite, remaniée en plan comme en élévation dans le dernier quart du XIIe. Le développement de Châteauneuf et de son bourg économique le bourg Saint-Père qui occupe la partie nord, sont en décalage avec le sommeil économique de la cité. Au début du XIIe siècle, des maisons de bois sont signalées sur les remparts et dans les fossés ; des bourgeois de Saint-Martin commencent à se faire construire des maisons en pierre, dont certaines, à plusieurs étages, à la manière italienne : les maisons-tours, parmi lesquelles la Tour Foubert, aujourd'hui détruite.
- Quartier Saint-Martin
- Rue du Poirier, ensemble XVe-XVIIe s.
- 24 rue Étienne Marcel, maisons XVe-XVIIe s.
- Collégiale Saint-Martin-de-Tours
- Place des Chanoines
- Place du Vert-Galant

Les habitants du quartier Saint-Martin cherchent à constituer une Commune libre, le Bourg de Châteauneuf ; les chanoines de l'abbaye Saint-Martin s'y opposent et le différend se termine par l'incendie de la Basilique et du Bourg en 1122. Les habitants et les bourgeois obtiennent de Louis VII une charte communale, confirmée par Philippe Auguste. Le Pape Lucius III casse la Commune en 1184. Les libertés communales ne sont reconstituées par Philippe Auguste que par le rattachement de la Touraine à la couronne de France. Dans le premier quart du XIIIe siècle, les chanoines de l'abbaye Saint-Martin reconnaissent enfin les droits des bourgeois et des habitants du bourg de Châteauneuf, cet état est confirmé en 1258 par Louis IX. En 1356, le quartier est réuni dans une enceinte commune, dite la clouaison, qui sera unifiée en 1462 par la création de la municipalité de Tours. Dès 1430, le pouvoir royal choisit la ville de Tours comme capitale du royaume, ce qui stimule et accentue la poussée de la reprise économique et démographique qui suit la fin de la guerre de Cent Ans. En 1520, François Ier ordonne la construction d'une nouvelle enceinte pour améliorer le problème de l'extension de la ville, enceinte qui ne sera vraiment commencée que sur ordre d'Henri IV et terminée en 1690. Dès le début du XVIIe siècle, le quartier Saint-Martin aurait dû voir s'établir de nouvelles congrégations religieuses, mais aucun couvent de la Contre-Réforme ne pourra s'implanter dans le château neuf : l'abbaye Saint-Martin gardera jalousement son emprise sur son quartier ou plutôt son fief. La Révolution française transforme la ville de Tours en commune, toutes les églises du quartier sont supprimées à l'exception de  Saint-Denis, Sainte-Croix, Petit-Saint-Martin, Saint-Jean et Notre-Dame-de-Pitié. L'abbaye Saint-Martin est transformée en écurie en 1794, la basilique voit ses voûtes s’effondrer le 2 décembre 1797, elle sera finalement détruite en 1803. À l’emplacement de la basilique sont tracées les actuelles rues des Halles , Descartes ; la basilique est reconstruite sur une partie de l'ancien édifice à partir de 1887, sur un plan nouveau de l’architecte Victor Laloux.
- Quartier Saint-Martin
- 15-17 rue de Constantine, XIVe et XVe s.
- Hôtel Simon, XVIIIe s. Rue Briçonnet et place des Joulins.
- 77-79 rue des Halles, fin XVIIIe s., à l' emplacement de l'église Notre-Dame-de-l'Écrignole
- Hôtel Berthelot, rue Briçonnet, XVe s.

Le quartier Saint-Martin peut se diviser en quatre secteurs, le secteur du centre, composé d'un ensemble monumental comprenant la tour Charlemagne, la tour de l'Horloge, la basilique Saint-Martin, son cloître et son quartier canonial qui conserve des édifices très intéressants de l’époque médiévale et de la Renaissance, dont la  maison canoniale du 4 rue Rapin est un bon exemple. Le secteur nord dit  Plumereau et le secteur ouest dit du Petit Saint-Martin, entre la rue de la Victoire et la place des Halles, et le secteur sud entre la place Gaston-Paillhou, les rues Néricault-Destouche, Marceau et le boulevard Béranger.

### Quartier Saint-Julien
Le quartier Saint-Julien s’étend entre le bourg de la Cité, à l’est, et le bourg de Châteauneuf à l’ouest. Ses principales rues médiévales reprennent le tracé des decumanus et cardo de la cité antique de Caesarodunum : la voie  est-ouest, les actuelles rues Colbert et du Commerce doublée par un second axe également est-ouest, les actuelle rues de la Scellerie, des Halles. Elles sont complétées par des voies nord-sud dont les actuelles rues des Amandiers, de la Barre, Bernard-Palissy, Nationale. Le quartier est situé extra muros, lors de l’édification d’un castrum au IVe siècle pour fortifier le bourg de la cité. Du VIe siècle au XIIe siècle, le bourg voit l’implantation de l'abbaye Saint-Vincent à l'est, l'abbaye de Saint-Julien au centre, les églises Saint-Saturnin, Saint-Hilaire plus à l'ouest et le prieuré Saint-Michel-de-la-Guerche au sud. Le quartier, jusqu’alors peu dense, voit la construction dans le courant du XIIIe siècle de couvents d’ordres mendiants qui se constituent. Les Jacobins au nord de la rue Colbert, Les Cordeliers rue de la Scellerie , Les Augustins, rue de la Galère, aujourd'hui rue Marceau, et les Carmes, rue des Carmes.
En 1356, le bourg est réuni dans une enceinte commune dite la clouaison, qui sera unifiée en 1462 par la création de la municipalité de Tours. À partir de 1358, la « foire-le-roi » qui se tenait à la Saint-Christophe, est transférée en ville, sur la place qui porte désormais son nom. Avec la poussée constructive qui suit la fin de la guerre de Cent Ans, des maisons à colombages sont construites, le long des rues du Commerce, Marceau, Colbert, de la Scellerie, du Cygne, Jules-Moineaux et de la Barre. Elles présentent encore aujourd'hui un patrimoine civil important et très typique du Vieux-Tours, avec des maisons à façade sur rue, très souvent remaniées en pierre aux siècles suivants, et des cours intérieures ayant conservé leur structure du XVe siècle ou XVIe siècle et façades arrière d'origine en colombages. À la Renaissance, le secteur de la place Foire-le-Roi et des rues Colbert, du Commerce et de la Scellerie voit les riches familles tourangelles se faire construire de prestigieux hôtels. L'art de la Renaissance importée d’Italie dès le début du XVIe siècle influence l'architecture de ces hôtels, mais reste presque totalement absent dans les maisons à pans de bois.
- Quartier Saint-Julien
- 14 rue du cygne, cour intérieure, XVe s.
- L'église Saint-Julien.
- Chevet de l'église Saint-Julien.
- Tramway de Tours

En 1520, François Ier ordonne la construction d'une nouvelle enceinte pour améliorer le problème de l'extension de la ville, enceinte qui ne sera vraiment commencée que par ordre d'Henri IV et terminée en 1690. La Contre-Réforme établira dans le quartier des nouvelles congrégations religieuses au sud près du mail, le long de l'ancienne rue Chaude, aujourd'hui rue de la Préfecture. Le grand séminaire Saint-Charles construit dès 1666 deviendra collège royal au XVIIIe siècle, lycée Impérial au XIXe siècle puis lycée Descartes au XXe siècle. Au no 3 rue de la Préfecture, la façade d'architecture classique montre le XVIIIe siècle et le XIXe siècle, Jean Carmet et Jacques Villeret en furent élèves
. Le grand couvent de l'ordre des Minimes fondé par François de Paule dans le parc du château de Plessis-lèz-Tours pose la première pierre d'un nouveau couvent dans le centre de la ville en 1627, aujourd'hui entre les 3 bis rue de la Préfecture et le 12 rue des Minimes. Les mobiliers remarquables de l'église Saint-Grégoire des Minimes, (autel, tabernacle, baldaquin, lambris) ont été réalisés au XVIIe siècle par Antoine Audric et Cot Taboué.
En 1859, Napoléon III décide la construction de l'hôtel du Grand Commandement militaire sur les anciens bâtiments du couvent pour le Maréchal Baraguey d’Hilliers. L'ensemble de tous les bâtiments et du mobilier du XVIIe siècle au XIXe siècle est classé monument historique en 1920
.
L'Union Chrétienne est construite en 1676, le percement de la rue Buffon au XIXe siècle coupera le couvent en deux parties qui existent encore aujourd'hui. Les bâtiments d'habitations classiques XVIIe siècle et XVIIIe siècle à l'est au no 2,4,5 rue Buffon et no 34 place de la Préfecture, l'église à l'ouest d'architecture baroque au no 32 rue de la Préfecture . Le couvent des Visitandines fondé en 1633 et consacré en 1639, construit par Jacques Lemercier, sera le plus vaste enclos religieux intra muros de la ville. Les bâtiments très importants du XVIIe siècle seront transformés au début du XIXe siècle en préfecture, l'église sera démolie et le grand cloître deviendra cour d'honneur. Les intérieurs du XVIIe siècle et XVIIIe siècle viennent en partie des châteaux de Richelieu et de Chanteloup et de l'hôtel de l'intendance détruit en 1940. L'hôtel de préfecture d'Indre-et-Loire recevra dans le salon Choiseul, entre autres Honoré de Balzac, Napoléon III, Léon Gambetta, Winston Churchill, Charles de Gaulle et Jean-Paul II. Au XXe siècle la partie sud de l'ancien jardin du couvent devenu jardin de la Préfecture s'ouvre au public .
En 1750, la construction de la nouvelle route royale d'Espagne qui traverse la ville du nord au sud sur 6 kilomètres, dont le pont Wilson est un élément important, va permettre la conception d'un des chefs-d'œuvre de l'urbanistique de l'époque. La Révolution transforme la ville de Tours en commune, les églises paroissiales du quartier sont vendues comme bien national et supprimées. L'église du couvent des Cordeliers devient salle de spectacle, puis est démolie : c'est le Grand Théâtre actuel, siège de l'Opéra de Tours. Le couvent des Jacobins accueille les chevaux de l’artillerie en 1794 ; il sera entièrement détruit le 15 juin 1944 par les bombardements. Le couvent des Augustins transformé en imprimerie dès le début du XIXe siècle sera détruit par les bombardements de juin 1940. Au milieu du XIXe siècle, le quartier fait l’objet de quelques opérations de voirie, des rues sont réalignées, des nouvelles rues sont tracées, les rues Berthelot, Voltaire et Pimbert, un nouveau centre administratif se met en place au sud de la rue Nationale avec la construction d'un palais de Justice, d'un hôtel de ville et d'une gare.
- Quartier Saint-Julien
- 1 rue des Cordeliers, maison noble XVe siècle
- Église Saint-Julien : prolongement de la nef
- 33, 35 rue Colbert, cours intérieures XVe et XVIe s.
- 17 place Foire le Roi , hôtel XVIIIe s.
- Escalier-galerie, 60 rue Colbert
- 7 rue Auber

Le quartier Saint-Julien peut se diviser en quatre secteurs:
- le secteur nord-ouest dit place de la Résistance entre les rues Nationale, des Halles;
- le secteur nord-est dit Colbert-Scellerie, entre les rues Nationale, des Amandiers, de la Barre et de la Scellerie;
- Le secteur sud-ouest entre les rues des Halles, Marceau, Nationale et le boulevard Béranger ;
- le secteur sud-est entre le boulevard Heurteloup et les rues Nationale, de la Scellerie et Bernard Palissy;

### Quartier Saint-Gatien
Le quartier Saint-Gatien ou le bourg de la Cité est le premier noyau constitué : cet emplacement correspond au secteur nord-est de la cité gallo-romaine de Caesarodunum, près de l'amphithéâtre qui sera utilisé comme forteresse. Le bourg va prendre un nouvel élan et se développer à partir du IVe siècle, à l’intérieur de son enceinte gallo-romaine.
Dans son castrum une église cathédrale Saint-Maurice est construite au IVe siècle par Lidoire, sur les restes d'un ancien temple romain. Dès le début du VIe siècle, un palais épiscopal s’installe le long de la cathédrale, à l'intérieur du rempart. L'église Saint-Gervais-et-Saint-Protais, datant du IVe siècle, sera incorporée comme chapelle Palatine. L'ensemble sera transformé au XIIe siècle et agrandi à l'est par la construction d'une très grande salle quadrangulaire (parfois désignée par son nom latin aula) : elle sera pour l'histoire de la Touraine la salle du concile et des États généraux. Le palais en partie reconstruit au XVIIe siècle et au XVIIIe siècle deviendra à la Révolution le musée des Beaux-Arts. La cathédrale est reconstruite par Grégoire de Tours avec l'aménagement d'un hôtel-Dieu au VIe siècle, c'est l'origine de la clinique Saint-Gatien. La première demeure des comtes de Tours au IXe siècle est édifiée par Hugues l'Abbé dans l'angle nord-est de l'enceinte gallo-romaine. Le système se compose d'un donjon rectangulaire, d'une grosse tour ronde et d'une grande tour carrée qui devient l'ensemble fortifié dit tour Feu Hugon. Le 30 juin 903 les Normands incendient le bourg Saint-Martin et l'abbaye Saint-Julien ; ils donnent l'assaut à la Cité où tous les habitants et les chanoines se sont réfugiés dans l'enceinte romaine. Le miracle dit de la subvention de Saint Martin met en fuite les Normands et sauve la ville, la construction de l'église Saint-Martin-de-la-Bazoche sur le lieu de l'événement en rappellera le souvenir.
Du VIe siècle au XIe siècle, des lieux de culte se forment, les églises Saint-Martin de la Bazoche,  Saint-Libert à l'est, Saint-Nicolas-des-Quatre-Coins au centre et les églises Saint-Étienne et Saint-Pierre-du-Boille à l'ouest. Vers l’an mil, la Cité est le siège du pouvoir politique et épiscopal de la ville. Le bourg des Arcis se forme entre le XIe siècle et le XIIe siècle, à l'ouest de la cité, favorisé par la construction du pont d'Eudes dans les années 1030. Il se clôt par une enceinte et se réunit à la Cité. Au XIe siècle, pour fortifier le pont de Eudes II de Blois en réutilisant les fortifications gallo-romaine de l'angle nord-ouest, un grand château comtal est édifié par Geoffroy Martel, comte de Tours, composé d'une grande tour carrée de trois ou quatre étages, reliée à une grande salle rectangulaire résidentielle de 28 m de long sur 8 m de large ayant deux étages. À l’emplacement de l’amphithéâtre du Bas-Empire s’installent au Moyen Âge les chanoines du cloître Saint-Gatien. Au XIIIe siècle, le château de Tours est édifié sur le château comtal à l’initiative du roi de France Saint Louis.
- Quartier Saint-Gatien
- Palais des Archevêques, devenu musée des Beaux-Arts
- Jardin du musée des Beaux-Arts
- Castrum de Caesarodunum
- 23 rue Albert Thomas, maison XIIIe s.

Dédiée à saint Maurice, la cathédrale change au XIVe siècle officieusement de dédicace pour saint Gatien. La raison de ce changement réside dans une volonté des archevêques de Tours de retrouver une partie de leur prestige, fortement concurrencé par l'importance du culte martinien dans la basilique Saint-Martin de Tours et dans l'abbaye de Marmoutier voisine. La cathédrale et son cloître sont intégralement reconstruits du XIIIe siècle , au XVIe siècle. En 1356, le quartier est réuni dans une enceinte commune, dite la clouaison, qui sera unifiée en 1462 par la création de la municipalité de Tours. À la fin du XVe siècle est construit un grand logis pour abriter les services du gouverneur de Touraine. En 1520, François Ier ordonne la construction d'une nouvelle enceinte pour améliorer le problème de l'extension de la ville, enceinte qui ne sera vraiment commencée que sur ordre d'Henri IV et terminée en 1690. Elle permettra d'incorporer le faubourg Saint-Étienne : c'est aujourd'hui la place François Sicard et les rues Bernard Palissy et des Ursulines. À la veille de la Révolution, les deux tours non détruites du château sont reliées par la construction du logis dit de Mars, destiné comme annexe au logis des gouverneurs de Touraine. La Révolution française transforme la ville en commune : le faubourg Saint-Symphorien-des-Ponts-de-Tours ancienne paroisse sur la rive nord de la Loire entre le pont neuf et le pont vieux est inséré dans la commune de Tours. Au début du XIXe siècle, s'installe, sur le périmètre de l’ancien château, un quartier de cavalerie qui s’accompagne de la construction de casernements. La place devant la cathédrale est aménagée par la démolition des bâtiments de l’hôtel-Dieu.
- Quartier Saint-Gatien
- 3 rue de la Psalette, hôtel XVIe et XVIIe s.
- Saint-Libert
- 124-126 rue Colbert
- 12 rue de la Barre, maison XVe et XVIe s.

Le quartier Saint-Gatien peut se diviser en quatre secteurs :
- le secteur entre la rue des Amandiers, de la Barre, place François Sicard et le périmètre du château à la tour Feu-Hugon ;
- le secteur de la cathédrale au centre, composé d'un ensemble monumental comprenant la cathédrale Saint-Gatien, le cloître de la Psalette et le musée des Beaux-Arts de Tours (ancien archevêché) ;
- le secteur canonial entourant l'ensemble cathédral qui conserve encore des édifices intéressants de l’époque médiévale et de la Renaissance, fortement remaniés au cours du temps[48] : de très nombreuses caves conservent des éléments importants de l'amphithéâtre de Tours ;
- le secteur sud entre la rue des Ursulines, Bernard Palissy, de Loches et du boulevard Heurteloup.

### Quartier Saint-Pierre-des-Corps
Le quartier Saint-Pierre-des-Corps va se structurer dans le prolongement du decumanus de la ville romaine vers l’est, avec l'implantation d'une nécropole à incinération au Haut-Empire. Cette nécropole sera le chemin d’entrée et de sortie de la ville romaine à l’est. Au début du IVe siècle, la ville romaine se rétracte dans son castrum et, le périmètre urbain se situant hors les murs, la nécropole n’est plus utilisée. Au IXe ou au Xe siècle, est fondée l’église Saint-Pierre-des-Corps, nom donné par sa proximité avec l’ancienne nécropole à incinération. L’église paroissiale édifiée au haut Moyen Âge est reconstruite au XIe siècle et une place est constituée devant l’entrée de l’église à l’ouest. Au XIIe siècle, le quartier présente une zone peu urbanisée entre trois établissements religieux : l'abbaye de Marmoutier de l'autre côté de la Loire au nord, le prieuré Saint-Loup à l'est, l'église Saint-Jean Descous au sud. Au siècle suivant, le faubourg se densifie avec la construction de maisons en pans de bois à pignon sur rue. Au XIVe siècle, la construction de la clouaison laisse la paroisse de Saint-Pierre-des-Corps extra muros, mais conserve son statut de faubourg. Situé à proximité des berges de la Loire, le faubourg est habité par une population de bateliers, mais aussi de commerçants tenant boutique au rez-de-chaussée de leurs maisons. De cette période, le faubourg Saint-Pierre-des-Corps conserve plusieurs maisons présentant pignon sur rue. La plupart des façades ont été reconstituées en tuffeau, d’autres maisons de cette période sont à mur gouttereau sur rue.
- Quartier Saint-Pierre-des-Corps
- 116 rue Blanqui
- 63-67 rue Blanqui
- Église Saint-Pierre-des-Corps
- 34 rue Blanqui

La situation du faubourg près des berges de la Loire l’expose aux crues, notamment celle de l'année 1520, particulièrement violente. En 1520, François Ier ordonne la construction d'une nouvelle enceinte qui englobe le quartier Saint-Pierre-des-Corps : l'ancien faubourg fait désormais partie intégrante de la ville. L'enceinte ne sera vraiment commencée que sur ordre d'Henri IV et terminée en 1690 . La Révolution transforme la ville de Tours en commune, sous la Restauration.
La construction du canal de jonction du Cher à la Loire va contribuer à relancer la batellerie tourangelle de l’ancien faubourg. Inauguré en 1828, il constitue l’extrémité ouest du canal du Berry réalisé à partir de 1808 pour rendre le Cher navigable. Malgré la fonction de déversoir que doit remplir le canal, l’ouvrage ne parvient pas à empêcher la double crue de la Loire et du Cher qui provoque d’importantes inondations en 1856.
En 1902, la rue Mirabeau, destinée à relier les quais aux boulevards aménagés à l’emplacement du mail de l’enceinte du XVIIe siècle, sépare le quartier en deux. En 1904, la rue du Faubourg-Saint-Pierre-des-Corps est débaptisée par la municipalité, pour devenir la rue Blanqui.
- Quartier Saint-Pierre-des-Corps
- Rue Montaigne, XVe-XVIIIe s.
- 42 rue Blanqui, XVe s.
- 114 rue Blanqui, cour intérieure XVIe s.
- 32 rue Blanqui
- 70 rue Blanqui, maison XVe s.

Le quartier Saint-Pierre-des-Corps peut se diviser en deux secteurs séparés par la rue Mirabeau : le secteur est, de la Loire au nord, du front est de la rue Mirabeau au boulevard Heurteloup ; le secteur ouest des rues Mirabeau, de Loches au boulevard Heurteloup.

## Histoire du Vieux-Tours auXXesiècle
Au début du XXe siècle, la loi impose les plans d’embellissement (PAEE) pour les villes. Le premier projet ne sera pas réalisé et l’intérêt du patrimoine apparaît dans le second projet en 1933 : il marque par une nouvelle approche et préfigure les futurs Secteurs sauvegardés. Le 19 juin 1940, la Wehrmacht incendie la ville entre la Loire et les rues Néricault-Destouche et Émile-Zola, puis les bombardements Alliés de 1942 à 1944 s’abattent sur la ville. Le 1er septembre 1944, la ville libérée n’est qu’un amas de décombres, avec 8 499 bâtiments totalement sinistrés. En 1958, la ville s’engage dans une démolition en règle des quartiers anciens. En octobre 1960, une étude Sauvegarde du Vieux Tours est présentée au nouveau maire de la ville. Les premiers travaux de restauration commencent en 1961 par le quartier Saint-Martin, sous la direction de Pierre Boille et sous l'impulsion du maire de l'époque, Jean Royer. Ce quartier du Vieux-Tours servira de référence pour l'écriture de la loi Malraux en 1962. En 1973, le Vieux-Tours bénéficie d'un Plan de sauvegarde et de mise en valeur. Le Val de Loire a été inscrit au patrimoine mondial de l’UNESCO le 30 novembre 2000. La commune de Tours figure dans ce classement. Les quartiers du Vieux Tours représentent bien cette cité au passé historique exceptionnel, dans cette Touraine que l'on nommait jadis le Jardin de France.

### L'entre-deux-guerres
En application de la loi Cornudet du 14 mars 1919 imposant l’établissement d’un plan d’aménagement, d’embellissement et d’extension (PAEE) pour les villes de plus de 10 000 habitants, un avant-projet est réalisé pour Tours au début des années 1930. Les préoccupations de l'hygiène l’emportent sur la préservation du patrimoine architectural et urbain. La priorité est donnée à la résorption des quartiers insalubres et des taudis désignés comme une lèpre qui doivent disparaître, pour construire des logements neufs qui laisser entrer air et lumière. L’établissement du plan d’embellissement, d’extension et d’aménagement de la ville, daté du 30 juillet 1931, prévoit des opérations de voirie, en particulier à l’ouest du Vieux-Tours, destinées à assainir le tissu urbain. La succession d’élargissements et de créations de voirie prévus dans le quartier Saint-Martin auraient entraîné la disparition d’une grande partie du bâti d’origine médiévale et Renaissance de la ville.
Pour des raisons financières, ce premier projet ne sera pas mis en place et la prise de conscience de l’intérêt du patrimoine architectural et urbain de Tours apparaît dans le projet révisé et remis en 1933 par les architectes Donat-Alfred Agache et H. Saunier, lauréats du concours pour l’établissement du PAEE de Tours. Sensibilisés par l’intérêt du bâti et du centre anciens, ils proposent de délimiter une zone centrale considérée comme le centre archéologique, correspondant approximativement à la ville enserrée dans son enceinte du XIVe siècle. Une commission est créée pour réaliser un inventaire architectural des monuments du vieux Tours qui ne sont pas encore protégés, par un classement ou une inscription aux Monuments historiques : cette commission recense 267 monuments à protéger. Adopté par la municipalité à l’unanimité, ce projet, jugé trop ambitieux, fait l’objet d’une révision quatre ans plus tard. Ce plan ne sera pas appliqué à cause du déclenchement de la Seconde Guerre mondiale en 1939 : il marque un changement important par une nouvelle approche de la préservation du patrimoine civil et préfigure les futurs Secteurs sauvegardés.

### La Seconde Guerre mondiale
La défense de la Loire est un épisode de la bataille de France pour ralentir l'avancée allemande. La ville de Tours n'ayant pas été déclarée ville ouverte, elle devient une cible à la suite des hostilités qui s'engagent, d'autant que Tours n'est pas pour l’Allemagne une ville comme les autres. C'est là que s'est replié le gouvernement français dès le 10 juin, avec le Sénat, l’Assemblée nationale et le président Albert Lebrun, et c'est dans la préfecture de la ville que s'est tenu le Comité suprême interallié avec Churchill. Elle est donc un peu une forme de symbole. Le 19 juin 1940, des obus et des balles traçantes allemandes de la Wehrmacht incendient les premiers bâtiments de part et d’autre du pont Wilson, et dans l'impossibilité de le combattre, les canalisations d'eau ayant sauté, le feu se propage dans tout le quartier nord de la rue Nationale jusqu’au 21 juin , à la fin des combats. Les bombardements détruisent une partie importante du quartier Saint-Julien et un secteur du quartier Saint-Martin, compris entre la Loire, et les rues de Constantine, Président-Merville, Balleschoux à l'ouest, Néricault-Destouche et Émile-Zola au sud. La partie nord de la rue Nationale, les rues de Lucé, Jule Fabre, Colbert jusqu'à la rue Voltaire à l'est , en mettant à bas de très nombreux immeubles et hôtels historiques  et de nombreux édifices religieux, dont l'église Saint-François du XVIIe siècle et le couvent des Augustins du XIVe siècle  ; seuls seront conservés l'abbaye Saint-Julien, l'hôtel Goüin et une partie de l'hôtel de Beaune-Semblançay. Le chantier de déblaiement et de démolition des ruines commence en juillet 1940, sans aucune tentative de sauvegarde ou de relevé architectural, et s’achèvera en novembre 1941 par les dernières façades encore debout, celles de l’ancien Hôtel de Ville et de l’ancien Muséum d’histoire naturelle.
- Rue de la Scellerie, église des Augustins, 1940
- Rue Royale, rue Nationale, 1940
- L'église Saint-François en 1910, entièrement détruite en 1940.

En janvier 1941, Camille Lefèvre est nommé architecte en chef de la reconstruction de Tours. Dans le premier projet qu’il présente en juillet, il définit une zone archéologique le Vieux Tours où les vestiges du passé, pour leur qualité et leur nombre, réclament des mesures spéciales de sauvegarde, dans l’intérêt de l’art, et de l’histoire. Des règles pour les constructions neuves sont définies : limitation de la hauteur, interdiction de certains matériaux. Le plan de reconstruction de la ville de Tours est approuvé par arrêté ministériel du 6 juillet 1942, mais ne sera pas appliqué. Les bombardements Alliés de 1942 à 1944 visent le pont Wilson et s’abattent de nouveau sur le quartier Saint-Julien, les rues Colbert, Voltaire, Scellerie. La ville subit également de terribles bombardements alliés hors du Vieux Tours : tous les quartiers entre la Loire et le Cher sont sinistrés. Lorsque les Allemands quittent la ville le 1er septembre 1944, la ville n’est qu’un amas de décombres : sur les 16 300 bâtiments que comptait la ville en 1939, dix mille logements et 8 499 bâtiments sont totalement sinistrés.
- Le  musée, l'ancien hôtel de ville et la rue Nationale, vers 1910.
- Hôtel Gouin en ruines, 1940
- Place des Arts, juillet 1940

Dès fin 1945, Jean Dorian, ancien collaborateur de Camille Lefèvre, est nommé architecte en chef de la reconstruction de Tours en remplacement de son ancien patron. Il rend un premier rapport en août 1946, dans lequel il s’inscrit dans la continuité des propositions de Lefebvre. Sensible au patrimoine architectural et archéologique de Tours, il reprend le principe d’une zone archéologique dans son programme d’aménagement approuvé le 20 octobre 1947. Il y impose l’usage exclusif de matériaux traditionnels de la région, une tonalité générale des badigeons de façade, l’interdiction du parpaing et du béton. Pierre Patout est nommé architecte pour le quartier de la Reconstruction qui s’organise autour de la nouvelle place de la Résistance, aménagée à l’ouest de la partie nord de rue Nationale élargie et reconstruite en architecture moderne .
- Rue Nationale, reconstruite.
- Rue Nationale
- Rue Nationale
- Place de la Résistance

Les îlots sont cernés d’un front bâti constitué d’immeubles de logements s’élevant sur un rez-de-chaussée et deux ou trois étages carrés sous comble. Répondant aux normes hygiénistes, ce principe permet de dégager de vastes cœurs d’îlots, source d’air et de lumière. En 1948, le coefficient de destruction de la ville était estimé à 58 % et, rien que dans les quartiers les plus anciens, au nord, particulièrement touchés, plus de 2 500 bâtiments ont été détruits ou endommagés entre 1940 et 1944 . La priorité est au relogement. De ce fait, par exemple, l'îlot en haut de la rue Nationale où les bombes et le nivellement avaient mis au jour un temple gallo-romain des Ier et IIe siècles, de cinquante mètres de diamètre environ, fut détruit sans scrupule devant l'urgence. Cela se fait dans le contexte de la dynamique de la reconstruction, réalisée entre 1950 et 60, qui incite l’État à proposer, ici comme ailleurs, un très ambitieux plan de rénovation urbaine mettant à profit cette opportunité et faisant table rase de l’ensemble des quartiers historiques subsistants ; et ce, en absence quasi générale de conscience patrimoniale.

### De la rénovation à la restauration
Alors que débutent les travaux de reconstruction, le travail de réflexion sur la rénovation des quartiers ouest, moins touchés par les destructions du dernier conflit mondial, se poursuit. La Ville de Tours adopte, en 1958, le principe de la création d’une Société d’économie mixte pour mener les opérations de rénovation, s’engageant dans une démolition en règle des quartiers anciens. En février 1959, la ville signe en effet une convention avec la SEM et dans sa séance du 9 février 1959, le conseil municipal désigne l’architecte Pierre Labadie en qualité d’architecte d’opération des projets. L’architecte Jacques Poirrier qui a travaillé dans la reconstruction de la ville du Havre est, pour sa part, chargé d’établir le plan-masse des futures opérations, il prévoit de raser les quartiers anciens nord et ouest, à l’exception de quelques édifices protégés. L’architecte dessine des îlots composés de cellules semblables assemblées en longues bandes accompagnées d’immeubles-tours. Pour la rentabilité, les bandes comptent quatre à cinq niveaux et les tours huit à quinze. La notion de rue et d’îlots est abandonnée. Le tout s’ordonne le long de chemins de grue permettant ainsi une rapidité de construction et une diminution de coût. En mars 1959 une nouvelle municipalité est élue, dirigée par son nouveau maire Jean Royer.
En 1960, Pierre Boille et Jean Bernard, président de l’association Sauvegarde du Vieux Tours réalisent un document intitulé Sauvegarde du Vieux Tours destiné à démontrer que l’expérience menée de 1952 à 1956, par la restauration d'un ancien hôtel du XVIIe siècle et XVIIIe siècle situé entre le no 3 rue Paul-Louis-Courrier et le no 8 rue Littré, peut être menée à l’échelle des quartiers anciens et que l’opération bulldozer prévue par le plan Poirier peut être évitée. L’étude est présentée en octobre 1960 à Jean Royer qui est convaincu de la démarche, puis adressée au Premier ministre, Michel Debré. Après avoir été reçu par Pierre Sudreau, ministre de la Reconstruction, en novembre 1960, Pierre Boille est chargé de réaliser une étude pour mettre au point une méthode de sauvegarde qui pourrait être étendue aux quartiers de nos villes ou villages anciens. De janvier à novembre 1961, l’architecte et le Bureau d’Études et de Réalisations Urbaines (B.E.R.U) étudient le quartier Saint-Martin et mènent une étude détaillée sur trois îlots portant à la fois sur la datation et l’état du bâti, ainsi que sur les données socio-économiques. S’appuyant sur les résultats de l’enquête, les chargés d’étude proposent un plan conciliant aménagement urbain et mise en valeur du bâti ancien qui pourrait s’appliquer à l’ensemble de la vieille ville. La résolution du problème social et culturel passe par la revitalisation du quartier en renforçant l’activité commerciale et en développant le tourisme par la création de boutiques artisanales, de restaurants et d'hôtels.
Deux périmètres sont délimités : un périmètre de restauration immobilière du quartier Saint-Martin (PRI) de 9 hectares et un périmètre de rénovation-restauration de 13,5 hectares, à l’ouest dans le quartier Notre-Dame-La-Riche, intégrant les préoccupations liées à la préservation des richesses historiques du Vieux Tours et la nécessité de construire des logements neufs et salubres. Les premiers travaux de restauration dans le Vieux-Tours débutent en 1961 par le quartier Saint-Martin sous la direction de Pierre Boille et sous l'impulsion du maire de Tours de l'époque, Jean Royer,. Le 12 février 1962, le conseil municipal approuve la proposition du maire de fonder la Société d’économie mixte de restauration de la ville de Tours (SEMIREVIT) , auprès de laquelle Pierre Boille exercera la fonction d’architecte conseil jusqu’en 1973, date de création du Plan de Sauvegarde et de Mise en Valeur. La loi du 4 août 1962 sur les secteurs sauvegardés s’inspirera de l’expérience tourangelle. Ce quartier du Vieux-Tours servira, avec Sarlat-la-Canéda et le Vieux Lyon (quartier Saint-Jean), de référence pour l'écriture de la loi Malraux, en 1962 [SARPI]. La conférence que monsieur Pierre Boille donnera le 28 mai 1964 montre combien ses idées en matières de restauration immobilières étaient très en avances sur son temps. En 1964, les communes de Sainte-Radegonde 
et Saint-Symphorien sont annexées à la commune de tours et la cession de terrains au sud du cher par Saint-Avertin et Joué-lès-Tours double la surface de la ville. Ces opérations d'annexions rappellent par leurs ampleurs le rattachement au XIXe siècle de la grande commune de Saint-Étienne-Extra .

### Du secteur sauvegardé au patrimoine mondial
En 1973, les Secteurs sauvegardés du Vieux-Tours, incluant une partie du secteur de rénovation et le secteur de la reconstruction, élargi à l'ensemble de la vieille ville, bordé au nord par la Loire et au sud par les grands boulevards, bénéficient d'un Plan de sauvegarde et de mise en valeur. Le quartier Notre-Dame-la-Riche est intégré en partie au périmètre de rénovation urbaine. L’application du plan se traduit par des opérations importantes de destruction et reconstruction mais aussi de curetage de restauration à cœur d’îlot. Le quartier Saint-Martin Châteauneuf conserve une très forte concentration de constructions du Moyen Âge et de la Renaissance, très remaniées au fil du temps. Le secteur entre la rue des Tanneurs et la Loire est complètement remplacé par la construction de l'université et de nombreux logements. La chapelle Notre-Dame-de-Pitié du XIIIe siècle et les bâtiments du couvent des carmes du XVIIe siècle, situé dans le même secteur sont supprimées également. L’application du plan se traduit par des opérations limitées de curetage à cœur d’îlot . Le quartier Saint-Julien qui avait été en partie détruit en juin 1940, aujourd'hui le secteur dit de la résistance, n'a pas connu de grand bouleversement par la suite, ponctué seulement de reconstruction, rue Colbert et rue de la Scellerie et de curetage à cœur d’îlot. Dans le quartier Saint-Gatien, dans le cadre de la rénovation urbaine des années 1970-1980, l’application du plan se traduit par des opérations très limitées de démolitions et réaménagements principalement dans le secteur nord-ouest en face du château. Le quartier Saint-Pierre-des-Corps fait l’objet d’aménagement dans le secteur nord-ouest, dans le cadre de la rénovation urbaine des années 1970-1980 à l'emplacement de la tour Feu Hugon, et de la création d’un jardin public dans les années 1990-2000 en bordure des quais donnant sur la rue Blanqui.
Le Plan de sauvegarde et de mise en valeur assure la protection du patrimoine de ce site et son harmonie. Les restaurations s'achèvent en 1990. Il est en cours de révision depuis 2010 et compte plus de 3 500 immeubles protégés, son extension par l'ouest et le sud faisant passer la zone concernée de 90 à 150 hectares. La loi du 7 juillet 2016 relative à la liberté de la création, à l'architecture et au patrimoine a transformé le PSMV de la ville de Tours en Site patrimonial remarquable.
Le Val de Loire a été classé sur la liste du patrimoine mondial de l’UNESCO le 30 novembre 2000, en tant que paysage culturel vivant, de Sully-sur-Loire à Chalonnes-sur-Loire.
Ce classement signifie que le Val de Loire, bien naturel et culturel, a une valeur universelle, exceptionnelle dont la perte serait irremplaçable pour la mémoire collective de l’Humanité.
La commune de Tours est partiellement inscrite dans le périmètre retenu. Le périmètre inscrit au patrimoine mondial UNESCO sur la commune de Tours comprend : les quais et les coteaux en rive droite de la Loire de l'abbaye de Marmoutier à la commune de Saint-Cyr-sur-Loire et la ville historique au sud de la Loire délimités par son enceinte du XVIIe siècle, aujourd'hui les boulevards Heurteloup, Béranger et la rue Léon Boyer. Ils sont compris dans leur quasi-totalité dans le Secteur sauvegardé et représentent avec plus de 350 ha le plus vaste secteur urbain inscrit dans ce classement.

## La Grande-Rue: espaces publics
La Grande-Rue est un ancien chemin gaulois, puis romain venant de la Bretagne vers Lyon, qui deviendra l'artère commerciale principale de l'activité tourangelle jusqu'au XVIIIe siècle. Elle fut aux XVe et XVIe siècles la voie triomphante, car elle était le lieu de réception pour les rois et les princes, à l'occasion de leurs entrées dans la ville. La Grande-Rue ayant à elle seule près de 1 000 numéros, l'arrêté municipal du 6 ventôse an 6 (24 février 1798), la sectionna en six tronçons qui demeurent encore aujourd'hui. La Grande-Rue, axe médiéval et historique, qui traverse le Vieux-Tours sur 2 500 mètres depuis l'ouest par les rues Georges-Courteline, du Grand Marché, du Commerce, Colbert, Albert-Thomas et se termine à l'est par la rue Blanqui, présente une activité sociale, historique et culturelle très importante pour la vieille ville de Tours. Elle est très visitée pour ses très nombreuses maisons historiques, à colombages ou en pierre du XIIe siècle au XVIe siècle et ses hôtels et bâtiments civils du Moyen Âge au XVIIIe siècle.

### Rue Georges-Courteline
La rue Georges-Courteline, longue de 410 mètres, a conservé en partie sa largeur d'origine. La rue était une partie de l'ancienne Grande-Rue entre la place de la Victoire à l'est et la porte des Oiseaux de l'enceinte du XVIIe siècle à l'ouest . L'arrêté du 10 août 1816 lui donna le nom de rue du Faubourg-la-Riche. Les habitants considérant le terme de faubourg comme dévalorisant, l'arrêté du 5 mars 1844 l'appela rue de La Riche et par délibération du 21 octobre 1929, rue Georges-Courteline. Cette rue a conservé en partie sur ses fronts bâtis des maisons à boutiques des XVe siècle et XVIe siècle : elle s'inscrit aussi dans le passé glorieux de la ville de Tours. En 1418, la ville tombe entre les mains des Bourguignons, alliés des Anglais. Charles le Dauphin l'assiège pour la libérer et propose 14 000 livres tournois à Charles Labbé pour lui livrer la ville, ce qui sera fait après paiement.
- Rue Georges-Courteline
- Camp de Molle ouest
- Portail de la Maison du Dauphin (26, rue Georges-Courteline)
- Camp de Molle est
- Ancien pilier de la-Riche

Le périmètre au sud de la rue Georges Courteline a conservé le souvenir du camp militaire et l'emplacement de ce siège la rue du camp de molle , et au no 24 et no 26 de la rue Georges-Courteline , la maison du dauphin du XVe siècle qui aurait été construite à l'emplacement où logea le futur Charles VII. Le secteur du camp de molle fut transformé par la suite en périmètre de tournois, c'est là le 5 février 1446 lors d'une joute en présence du roi Charles VII et de la Reine Marie d'Anjou, que Louis III de la très grande Famille de Bueil, trouva la mort transpercé par la lance du Bourguignon Jehan Chalons, sa dépouille fut transportée dans la collégiale Saint-Michel-et-Saint-Pierre. En face se trouve l'église Notre-Dame-la-Riche, c'est devant ce portail que se terminaient les marches triomphales des princes et des rois dans la ville. Sur la façade ouest de l'église se trouvait une très grande tour du XIIe siècle et XIVe siècle le pilier Notre-Dame, reste de l'ancienne église romane Notre-Dame la Pauvre ; elle fut détruite pendant la Révolution, les habitants ayant peur qu'elle ne s'écroule sur le quartier . Au nord de l'église la petite place de l'Abbé Payon anciennement place de la Riche, très ancien cimetière, bordée de maisons du XVe siècle au XVIIe siècle, dont notamment le grand bâtiment des vicaires du XVIIe siècle au no 2 ou les maisons à pans de bois du XVe siècle et XVIe siècle qui donnent sur la rue de la Hallebarde au no 27,25. Au chevet de l'église au 17 rue André-Duchesne, le grand logis dit des huit pies  ou auberge de l'esprit du XVIe siècle. Au 21 de la rue Georges-Courteline la chapelle Saint-Médard  du XIIIe siècle, qui avoisine la crypte tombeau de saint Gatien, qui faisait partie de l'église du XIIe siècle, couverte par une voûte d'ogives du XVIe siècle avec l'inscription ici ont été les reliques et le tombeau du glorieux Gatien de Tours apostre de Touraine. Au no 25 grande maison du XVe siècle avec façade en pierre, sa cour intérieure montre un ensemble complet d'escalier-galerie du XVIe siècle. À son angle, la rue de la Madeleine qui montre sur toute sa face est du no 2 au no 14 un ensemble de maisons d'habitation en colombage typiques du début du XVIe siècle . Entre le no 41 qui se trouve être un grand hôtel de la fin du XVIIIe siècle et le no 43 de la rue Georges Courteline, la petite rue du Croc qui conserve son pittoresque, avec le front ouest de ses maisons du XVe siècle au XIXe siècle. À la suite la rue de la Tête-Noire entre le no 43 et le no 45 de la rue Georges Courteline, pittoresque et peu connu avec de nombreuses maisons en pans de bois, son nom viendrait de l'enseigne d'une auberge du XVe siècle qui était située boulevard Preuilly . Au no 6 de la Tête-Noire un petit hôtel renaissance de la toute fin du XVIe siècle . Au no 49 maison du XVIe siècle où naquit le 25 juin 1858, Georges Victor Moineaux dit Georges Courteline fils de Jules Moinaux, au no 72,74 ancienne église du Refuge du premier quart du XIXe siècle, devenu le temple maçonnique, dit par les Tourangeaux la loge des Démophiles; c'est dans cette église que le 29 décembre 1920, Léon Blum et ses partisans se retirèrent après la scission du congrès de Tours (SFIO).
- Rue Georges-Courteline
- 49 rue Georges-Courteline
- 49 rue Georges-Courteline, rue du Croc
- Tombeau de saint Gatien
- Escalier-galerie, 25 rue Georges-Courteline
- Logis des Huit-Pies, rue Georges-Courteline

### Rue du Grand-Marché
Ancienne partie de la Grande-Rue longue de 270 mètres entre le carroi Saint-Pierre (aujourd'hui place Plumereau) et la place de la Victoire, la rue a conservé en grande partie sa largeur d'origine. Elle constituait auparavant, avec la rue du Commerce et la rue Colbert une partie de la Grande-Rue, axe principal de la ville. Le plan d'alignement de la rue de 1818 fut approuvé par ordonnance royale du 2 août 1820 mais peu appliqué. L'arrêté municipal du 10 août 1816, la nomma rue du Grand-Marché, car elle avait en particulier le commerce des légumes et des fruits. La rue a conservé de très nombreuses maisons des XVe siècle et XVIe siècle, tout le front bâti date de cette époque. Délimitant la bordure sud de la place Plumereau et suivant un axe est-ouest, la rue du Grand-Marché abrite onze monuments inscrits ou classés au titre des monuments historiques.
- Rue du Grand-Marché
- 57 rue du Grand-Marché
- 62-64 rue du Grand-Marché
- Chapelle du Petit Saint-Martin
- Rue du Grand-Marché

La rue du Grand-Marché présente à son début à l'ouest une place, la place de la Victoire
, 
qui devint par délibération du 6 fructidor an IX (le 23 août 1801), le lieu d'étalage des tapissiers, fripier et ferrailleur, c'est l'origine du marché du mercredi et samedi de la brocante qui se perpétue depuis plus de 200 ans sur cette place .
La place de la Victoire anciennement boulevard La riche fut aménagée sur l'emplacement des fossés Saint-Martin de l'enceinte du XIVe siècle, cette enceinte dite la clouaison se fermait sur la rue du Grand Marché par une grande porte fortifiée dite de la Riche démolie au XVIIe siècle. La rue rencontre à la suite la rue des 4 Vents qui était une rue d'auberges, la rénovation des années 1970 a transformé la rue des 4 Vents bien que les maisons qui n'ont pu être restaurées, furent reconstruites en partie à l'échelle de ce qui subsistait . À l'angle est de la rue des Quatre-Vents et de la rue du Grand-Marché se trouvait une grande maison du XVe siècle en bois et brique au no 61,63, connu comme la maison des fabliaux , ou du Hongreur, le Poteau Cornier sculpté a été conservé à la suite de la démolition de cette maison en 1927. À la suite les no 59 et la belle maison XVe siècle du no 57 à l'essentage en ardoise qui donne aussi sur la rue du Petit-Saint-Martin, où se trouve au no 22 la chapelle du XIIe siècle et XIIIe siècle qui donna son nom à la rue. En face, la rue de la Grosse Tour, anciennement du Faulcon , c'est la Grosse tour-Malquin, une des tours de l'enceinte du XIVe siècle qui lui donna ce nom de rue de la Grosse Tour. La rue a conservé un nombre important de maisons du XVe siècle au XVIIe siècle dont celle du no 1 en pans de bois qui présente sur le poteau cornier la sculpture d'un martyr décapité.
De retour rue du Grand-Marché les no 62 et no 64 grandes maisons du XVe siècle et XVIe siècle avec leurs façades d'origine en bois sur la rue, avec dans la cour intérieure un ensemble complet d'escalier-galerie du début du XVIIe siècle. Au no 50 maison à pans de bois qui n'a pas connu de réalignement au XIXe siècle, alors que les maisons suivantes du no 52 au no 60 ont toutes été reculées d'un demi-mètre avec façades reconstruites en pierre. En face du no 55 au no 43 ensemble de 6 maisons XVe siècle et XVIe siècle en bois avec façades reconstruites sur la rue au XIXe siècle en pierre de tuffeau qui donne aussi sur la rue Eugène-Sue, anciennement du Renard, avec au no 41 de la rue du Grand-Marché la belle maison du XVe siècle à pans de bois qui a conservé sa structure d'origine avec ses balcons en fer forgé du XVIIIe siècle.
Au no 34 à l'angle de la rue et de la place du Grand-Marché la fameuse maison en bois des 4 fils Aymon qui a conservé sa structure du XVIe siècle et du no 36 au no 48 ensemble de petites maison à colombages du XVe siècle et XVIe siècle, à une seule travée par étage dont celle du no 36 qui a conservé au rez-de-chaussée ses colonnes engagées. Les façades sur rue ont été reconstruites en pierre de tuffeau à la fin du XVIIIe siècle et au début du XIXe siècle pour les no 38 au no 44, avec un escalier-galerie dans la cour qui relie les no 46 et no 48. En face la rue Étienne-Marcel anciennement des Trois-Anges qui a conservé un nombre important de maisons du XVe siècle au XVIIe siècle dont celles du no 14 et no 16 du XVIIe siècle qui ont conservé dans leurs cours intérieures des escaliers-galeries en bois, celle du no 24 en bois ou l'hôtel en pierre au no 30 du XVIe siècle restauré au XVIIIe siècle avec ses balcons en fer forgé et celle du no 34 du début du XVIe siècle ou naquit le 24 octobre 1815 Jules Moinaux père de Georges Courteline.
- Rue du Grand-Marché
- Hôtel des seigneurs d'Ussé, XVe s.
- 24 rue Étienne Marcel, XVe-XVIe s.
- Rue du Grand-Marché, 33 rue Bretonneau, hôtel XVIe s.
- 23 rue du Grand-Marché, maison XVe s.
- 39 rue Bretonneau, hôtel XVe s.

La rue du Grand-Marché croise au niveau du no 25 la rue du Docteur-Bretonneau anciennement de la Boule-Peinte, le réalignement de la rue Bretonneau était prévu par le plan d'alignement de 1818, approuvé par ordonnance royale du 20 août 1820, mais les premiers travaux ne furent réalisés qu'après la délibération du conseil municipal du 3 septembre 1861. Malgré cette reconstruction haussmannienne la rue Bretonneau a conservé d'intéressant hôtels du Moyen Âge fortement remaniés au XIXe siècle, dont l'hôtel XVe siècle dit des seigneurs d'Ussé au no 22 en partie démoli au XIXe siècle, l'aile sur la rue ayant été supprimée il n'en reste que la grande tourelle d'escalier ou l'hôtel dit des trois anges au no 29 également du XVe siècle avec sa cour intérieure, le très grand hôtel Renaissance du XVIe siècle au no 33 très remanié au XIXe siècle et dans la cour du no 39 un ensemble complet d'architecture tourangelle qui va du XIIe siècle avec une maison-tour, un hôtel en pierre XVe siècle et des escaliers-galeries en bois du XVIe siècle. De retour rue du Grand-Marché le no 23 à l'angle de la rue Bretonneau, a la particularité d'avoir deux maisons en une seule, la première du XVe siècle avec façade en pierre sur la rue, à deux étages du début du XIXe siècle, englobée vers 1865 par une très grande maison d'esprit haussmannien à trois étages. Le no 19 structuré en deux maisons, l'une sur la rue du Grand Marché et l'autre au no 10 de la rue du Poirier, constructions en pans de bois du XVe siècle et XVIe siècle avec façade sur la rue remaniée au XIXe siècle, reliées dans la cour intérieure par un ensemble complet d'escalier-galerie à 5 niveaux en bois du XVIIe siècle. En face le no 32 construit en pendant du no 23, dans la deuxième partie du XIXe siècle à l'emplacement des grande boucherie. À la suite les no 26, no 24, no 22 grandes constructions de la deuxième partie du XVIIIe siècle, et les no 18,20 maisons très remaniées du XVIe siècle avec façades du XVIIIe siècle ou celles du no 14,16 en colombages sur rue et en pierre du XVe siècle. En face les no 3 et no 5 grandes maisons à pans de bois du XVe siècle en grille et à croix de saint André à pignon aigus et au no 15,17 grande maison du début du XVIIe siècle avec façade sur la rue en pierre et sa cour intérieure qui montre la structure complète de cette maison en colombage.
- Rue du Grand-Marché
- 46-48 rue du Grand-Marché
- 41 rue du Grand-Marché
- 5 rue du Grand-Marché, maison XVe s.
- 15-17 rue du Grand-Marché
- 5 rue du Grand-Marché

### Rue du Commerce
La rue du Commerce est une partie de l'ancienne Grande-Rue, longue de 410 mètres ; elle a conservé sa largeur d'origine entre la place Plumereau et la rue du Président-Merville. Toute la partie est jusqu'à la rue Nationale a été entièrement détruite par l'incendie de 1940 à l'exception de l'hôtel Goüin. Avant l'arrêté municipal du 10 août 1816 qui lui confirma son nom de rue du Commerce, elle porta le nom de rue Saint-Saturnin et de l'armée d'Italie. La rue du Commerce a gardé un nombre important de maisons des XVe et XVIe siècles, dans sa partie conservée. Elles ont pour la plupart 2 à 3 niveaux de caves gothiques, dont celle du no 80 qui est classée le 3 février 1966. Le plan d'alignement de 1818, approuvé par ordonnance royale du 20 août 1820, fut entièrement appliqué. Toutes les maisons ont des façades classique ou néoclassique en pierre de tufeau et les cours intérieures montrent leurs structures XVe et XVIe siècles et leurs façades arrières, à pans de bois.
- Rue du Commerce
- Rue du Commerce, place de Beaune
- Place de Beaune, maison Buré
- Hôtel de la Crouzille
- Hôtel Gazil, rue du Commerce

Avant l'incendie de 1940, le début la rue du Commerce présentait à l'est, à l'angle de la rue Nationale une petite place dite le carroi de Beaune, aménagée au début du XVIe siècle, avec en son centre la fameuse fontaine de Beaune-Semblançay. La place de Beaune était entourée de belles demeures, dont l'hôtel dit " de la Crouzille" du XVe siècle  ou la grande maison Buré du XVIIe siècle, qui était surtout renommée pour son restaurant, en face au no 3, un rare immeuble haussmannien construit dans une partie du Palais Royal neuf, qui était un élément important de la rue Nationale, au no 9 de la rue et à l'angle de la rue Ragueneau, se trouvait le véritable hôtel de la Crouzille dit aussi "de la Vallière" car la favorite de Louis XIV, Louise de La Vallière y serait née en aout 1644. L'hôtel construit par Laurent Leblanc, maire de Tours était composé de trois corps de bâtiment avec galerie du XVIe siècle. C'est dans cet hôtel que Henri IV s'installa avant de faire son entrée officielle dans sa capitale de loyauté le 21 novembre 1589.
En face entre les nos 10 et 16 se trouvait l'église Saint-Saturnin du XVIe siècle, la paroisse la plus riche de Tours, transformée en habitation au XIXe siècle; il n'en reste que l'inscription funéraire de Katherine Briçonnet, constructrice de Chenonceau. À la suite de l'église au no 10 se trouvait l'hôtel Gazil de la fin du XVIe siècle avec sa galerie de 7 arcades. On pouvait voir d'autres hôtels aux no 23, no 29 et surtout au no 35 où se trouve encore aujourd'hui le seul hôtel encore existant de cette triste énumération d'un patrimoine disparu, l'hôtel Goüin, probablement construit par Jean Barguin et Nicolas Gaudin transformé par René Gardette, comme un " arc de triomphe Renaissance", unique en France et en Italie . À l'angle de la rue du Commerce et Constantine, la rue du Président-Merville anciennement rue du Boucassin où se trouvait l'atelier de Hauves Poulnoir qui reçut 25 livre tournois du trésor Royal pour réaliser deux étendards pour Jeanne d'Arc, en toile blanche dite en Boucassin, décorés de deux anges entourant la Sainte Vierge, en semis de fleurs de lis, avec écrit Jésus Maria.
Au no 79,77,75, très grandes maisons avec façades sur rue reconstruites au XIXe siècle, qui montrent dans leurs cours intérieures le système complet de ces trois maisons du début du XVIe siècle à colombages, au no 84,86, se trouvait le tablier de la ville, installé en 1441, la mairie quitta la rue du Commerce en 1787, pour emménager dans ses nouveaux locaux municipaux qui seront détruits en 1940. Au no 92 maison du XVe siècle avec façade néoclassique sur la rue, avec dans sa cour intérieure un système complet d'escalier galerie fermée du XVe siècle.
Au no 104 à l'angle de la rue des orfèvres, un hôtel du XIIIe siècle , dit ancienne mairie mis à l'alignement au début du XXe siècle qui montre le reste de sa façade et une colonne de l'ancien hôtel. À l'extrémité ouest s'élevait la petite église Saint-Michel, détruite en 1730, dont le carrefour dit des orfèvres ou des quenouilles ancien cimetière, devenu une petite place, en garde le souvenir, de belles maisons en pierre XVIIIe siècle ont été construites sur une partie de cet ancien cimetière, leurs façades entre les no 106 et no 112, montrent leurs balcons en fer forgé et leurs décors de losanges sculptés et en face au no 91, 89 deux maisons début XVIe siècle, fortement remaniées au XVIIIe siècle pour sa façade sur rue reconstruite, qui a gardé à l'angle de la rue de la Paix, son poteau cornier décoré qui soutenait jadis sa façade à colombages.
- Rue du Commerce
- Ancienne mairie, 86 rue du Commerce
- 77 rue du Commerce, fin XVe s.
- Rue du Commerce, place des Quenouilles
- Rue du Commerce, maisons XVIe s.

### Rue Colbert
La rue Colbert est une partie de l'ancienne Grande-Rue, longue de 530 mètres, la rue a conservé en partie sa largeur d'origine. La rue Colbert fut du XVe siècle au XVIIIe siècle, une artère commerciale importante de Tours, mais des 92 enseignes qui existaient au début du XVIIIe siècle, il n'en restait plus que 5 à la Révolution, la création de la nouvelle rue Royale créa un changement radical dans l'axe de circulation et donc du commerce de la ville, l'arrêté municipal du 5 jour complémentaire an 9 (22 septembre 1801) lui donna le nom de rue Colbert.
- Rue Colbert
- 23-25 rue Colbert
- 25-27 rue Colbert
- Sculpture au 25 rue Colbert
- Sculpture au 25 rue Colbert
- 39 rue Colbert
- 48 rue Colbert

Les bombardements de 1940 ont détruit toute la partie ouest de la rue du no 1 au no 17 côté sud, du no 2 au no 44 côté nord en faisant disparaître notamment au no 5 l'hôtel Langes des Bernière d'époque Louis XV et au no 11 l'hôtel de Jean de Dunois construit au milieu du XVe siècle, qui avait été donné par Louise de Savoie en 1517 à Jacques de Beaune. L'hôtel Dunois était un élément important de l'hôtel ou palais de Beaune-Semblancay, plus grande construction civile de la renaissance à Tours , en grande partie partie détruit par ces bombardements, ainsi que l'église et le collège des Jésuites du XVIIe siècle . La rue a conservé de très nombreuses maisons des XVe siècle et XVIe siècle, presque tout le front bâti date de cette époque, les réalignements, définis par l'ordonnance royale du 2 août 1820 , n'ayant concerné que les façades, beaucoup de cours intérieures montrent encore leurs façades arrière en pans de bois et escaliers-galeries. On peut voir notamment aux nos 23, 25, 27 trois maisons jumelles du XVIe siècle à pans de bois, avec une cour limitée par un escalier-galerie à rampe droite, les différentes sculptures sur la façade sur rue montrant des personnages et des animaux sont des restitutions de 1991. Au no 39 se trouve la maison dite de la Pucelle Armée, construite à l'emplacement de la boutique de Colas de Montbazon , qui fabriqua l'armure de Jeanne D'Arc , au no 48 la maison XVIe siècle dite du pélican avec ses poteaux corniers décorés.
En face entre le no 59 et le no 67 un groupe de maisons construites au début des années 1950 pour remplacer des maisons en bois détruites pendant la Seconde Guerre mondiale en 1944. La cour intérieur de ces maisons renferme un ensemble assez remarquable du XVe siècle et XVIe siècle avec sa grande tour d'escalier en pierre, un monument historique très peu connu des Tourangeaux, le grenier à sel de la Grande-Rue . Au niveau du no 54, la rue de la Moquerie où se trouve au no 17 un des derniers jeux de paume du XVIe siècle. À l'angle sud de la rue Colbert, la rue des Cordeliers où au no 1 se trouve un escalier-galerie du XVIIe siècle, autre partie du Grenier à Sel de la rue Colbert relié à une rare maison en brique du XVe siècle recouverte d'un enduit qui cache son architecture, en face logis noble très restauré en pierre du XVIe siècle.
De retour rue Colbert suite de maisons du XVIe siècle avec façade en pierre XVIIIe siècle ou au no 68,70 avec leurs façades d'origine en colombages, en face du no 69 au no 75 4 maison du XVe siècle à colombages réunis par des façades en pierre au XIXe siècle avec dans la cour du no 73 un escalier-galerie du XVIIe siècle. Au no 78 très grand hôtel, reconstruit dans la première partie du XIXe siècle, qui reste encore aujourd'hui un hôtel de tourisme. Au no 94,96,98,100, très grandes maisons à pans de bois du XVIe siècle, avec façades en pierre sur la rue du XIXe siècle qui mériteraient une très grande restauration, avec dans leurs cours intérieures des escaliers-galeries dont ceux du no 96,98 qui sont classés.
Au no 127 se trouvait l'église Saint-Pierre-du-Boille du XVe siècle, la cure de la paroisse administrait les saints sacrements des condamnés de la prison du château de Tours, transformée en habitation au XIXe siècle il n'en reste que le maître-autel et le tabernacle qui se trouve aujourd'hui dans l'église de Ligueil. Du no 129 au no 135 4 maisons du XVe siècle à colombages réunies par une façade en pierre, formule très courante à Tours au XVIIIe siècle, avec escalier-galerie dans la cour. Au no 137 une maison du début du XVIe siècle qui a conservé sur la rue, son enduit de fausse façade en pierre, mode très fortement utilisée au XIXe siècle à Tours pour cacher la rusticité et l'ancienneté des maisons de la vieille ville et au no 145 maison en pierre du début du XVIIe siècle avec ses bossages en relief .
- Rue Colbert
- 68 rue Colbert
- 137 rue Colbert
- Escalier et galeries, rue Colbert
- 129-135 rue Colbert
- 96 rue Colbert

### Rue Albert-Thomas
La rue Albert-Thomas, ancienne partie de la grande rue, longue de 275 mètres, a conservé en partie sa largeur d'origine. La délibération du 10 août 1818, lui maintenait son nom de rue de la Caserne et la délibération municipale du 8 juillet 1932, la nomma rue Albert-Thomas. La rue allait de la rue dite de la douve du château, aujourd'hui rue Lavoisier, à la place des Petites-Boucheries, nom donné à cette petite place par opposition à la place des Grandes-Boucheries qui se trouvait plus à l'ouest, dans le quartier Saint-Martin au nord de la place du Grand-Marché. La rue a conservé du Moyen Âge de nombreuses maisons à colombages avec pignon ou à mur gouttereau en pierre du XVe siècle et XVIe siècle surtout dans le front bâti entre la rue de la Bazoche et la place des Petites-Boucheries.
- Rue Albert-Thomas
- Emplacement de l'ancienne prison
- Rue de la Psalette
- Cloître de la Psalette
- Caserne Meunier
- Hôtel Archidiaconné

La rue Albert Thomas présentait au nord à l'angle de la rue Lavoisier, anciennement carrefour des Arcis, un ensemble de constructions du Moyen Âge connu comme l'ancienne prison, qui avait englobé une tour de l'enceinte romaine, c'est dans ses murs le jour de la Saint-Barthélemy en 1572 que furent enfermés, par précaution, les protestants de la ville, pour éviter leur extermination. Le bâtiment de casernement du château de Tours construit dans la première partie du XIXe siècle a pris sa place. En face entre les no 1 et no 15 de la rue Albert Thomas ensemble très remanié de maisons XVe siècle et XVIe siècle en colombages avec façades en pierre sur rue XIXe siècle, avec au no 13,15 le petit musée de la typographie. Au sud à l'angle du no 15, la rue de la Psalette qui donne sur une très belle vue sur le transept nord de la cathédrale Saint-Gatien, anciennement de l'horloge la rue était une des entrées du quartier du cloitre Saint-Gatien, commandé par un portail détruit à la Révolution. La rue a conservé de nombreuses maisons et hôtels canoniaux encadrant le cloître de la Psalette dont l'hôtel au no 3 du XVIIe siècle dit de l'école Saint-Gatien ou la maison du Préchantre du XVIe siècle au no 5, la maison canoniale de Saint-Gatien du XVIIIe siècle au no 06 et la maison canoniale du Curé du XVIIIe siècle au no 8.
Le côté nord de la rue Albert-Thomas présente du no 4 au no 10 un très grand bâtiment de casernement construit en 1835 qui présente sur la rue sa façade de 70 mètres, ce grand bâtiment fut restauré dans les années 1990 pour devenir la résidence de l'armoriale. En face et au no 17 à l'emplacement du grand séminaire qui datait du début XIXe siècle, détruit en 1955 pour construire le lycée Paul-Louis-Courrier, bâtiment moderne qui semble présenter avec ses façades noires, un contraste quelque peu anachronique avec le bois et le tuffeau de la rue. À l'angle nord de la rue Albert-Thomas, la rue des Maures redressée au XIXe siècle, à travers une partie du château de Tours, le logis des Gouverneurs de la fin du XVe siècle coupé en deux par ce réalignement, dont la partie Est attend une restauration devenue nécessaire, et qui semble aujourd'hui en presque 2020 une opération en cours de réalisation avec l'aide de la société archéologique de Touraine . Au no 16 de la rue Albert-Thomas l'Hôtel de l'archidiaconé du chapitre de Saint-Gatien du dernier quart du XVIIIe siècle, qui se trouve en face de la rue de la Bazoche, qui était une des entrées du quartier canonial Saint-Gatien, commandé par un portail détruit à la Révolution. Ce portail se trouvait tout près du no 19 de la rue Albert-Thomas, hôtel en pierre du XVe siècle, très remanié aux siècles suivants mais qui a gardé sur la rue sa tourelle d'escalier dans son angle. En remontant la rue de la Bazoche au sud on se retrouve au carrefour avec la rue Racine dit des Quatre coins, où se trouve au no 1,3 l'ancienne église Saint-Nicolas des Quatre-Coins  en face, belle et rustique maison en bois du XVe siècle au no 9 rue Racine.
De retour rue Albert-Thomas, au no 21 double pignon d'une bâtisse du XIVe siècle qui voisine avec une grande maison du XIIIe siècle très remaniée au siècle suivant au no 23, avec sa façade en pierres taillées en carré, trait caractéristique du Moyen Âge, la maison construite sur sa façade sud et donnant sur le jardin fut transformée au XIXe siècle, elle porte aujourd'hui le nom de maison François 1er construction néo-gothique donnant rue Racine. Le front bâti nord de la rue Albert Thomas présente du no 24 au no 44 un ensemble complet de petites maisons à colombages avec pignon ou à mur gouttereau en pierre du XVe siècle au XVIIe siècle. Au niveau du no 46, la rue Barbes où se trouve au no 5 une belle maison du XVe siècle à colombages qui présente la particularité de n'avoir pas été transformée aux siècles suivants. En face de la rue Barbes les no 25,27,29, bâtisses du XVIIe siècle trop remaniées au XXe siècle. La rue Albert-Thomas rencontre à la suite, la place des Petites Boucherie où se trouve au no 2 bis, une Venelle qui montre dans la cour intérieure un ensemble complet de maisons en bois du XVe siècle avec leurs tourelles d'escaliers à colombages. Au sud de la rue Albert-Thomas et de la place des petites Boucheries, se trouve le périmètre de l'Hôtel du Doyenné de Saint-Gatien, toute dernière construction de la fin du XVIIIe siècle du chapitre Saint-Gatien, qui a conservé son grand jardin d'ornement d'origine.
- Rue Albert-Thomas
- Rue Albert-Thomas, rue Racine : maison François Ier
- Rue Albert-Thomas
- 5 rue Barbes
- Place des Petites-Boucheries
- Hôtel du doyenné de Saint-Gatien

### Rue Blanqui
La rue Blanqui, ancienne partie de la grande rue, longue de 455 mètres, a gardé en partie sa largeur d'origine. Anciennement de l'oratoire Saint-Pierre, l'arrêté du 6 ventôse an 6 de la Révolution, l'appela rue du Faubourg-Saint-Pierre et l'arrêté du 5 mars 1844 rue Saint-Pierre-des-Corps, celui du 20 janvier 1905 rue Blanqui.
La rue partait de la place des Petites-Boucheries et elle se terminait à la barrière Saint-Pierre, porte la plus à l'est de l'enceinte du XVIIe siècle, près de la première auberge du vieux Tours que l'on rencontrait et qui portait bien sur le nom de l'étoile au point du jour. Cette maison à colombages du XVIe siècle qui avait conservé son enseigne du point du jour, se situe au no 133, elle fut reconstruite à la moderne en 1930. La rue a conservé de nombreuses maisons à pignon ou à mur gouttereau du XVe siècle, XVIe siècle et XVIIIe siècle surtout le front bâti de la rue Blanqui entre la rue Mirabeau et le canal. La rue a aussi conservé du Moyen Âge de nombreuses venelles dont celles de la partie nord qui servaient principalement pour la batellerie.
- Rue Blanqui
- 13 rue Montaigne
- 7 rue Montaigne
- Enceinte romaine, 11 rue Blanqui
- Venelle Tintin, 35 rue Blanqui, XVe s.
- 32 rue Blanqui

La rue Blanqui après la place des Petites-Boucheries croise la rue de la Bretonnerie, qui présente au nord, au no 1 une maison du XVIe siècle en pierre de tuffeau qui a conservé sur sa façade donnant sur la rue, ses 4 chasse-roue et sa porte d'origine typique de la Renaissance et dans son angle l'église Saint-Libert. Au sud de la rue Blanqui, la rue Montaigne qui présente un ensemble de maisons du XVe siècle au XVIIe siècle à colombages ou en pierre aux no 3,7,13 et no 4,6,8,10, à l'extrémité de la rue Montaigne l'angle avec la rue de la Bazoche où au no 13 se trouvait la collégiale Saint-Martin-de-la-Bazoche du XIIe siècle, église détruite dans le dernier quart du XVIIIe siècle, il n'en reste que les bâtiments de logement classique sur la rue du XVIIIe siècle et XIXe siècle.
De retour rue Blanqui entre le no 11 et le no 13 se trouve la coupe de l'enceinte romaine qui se prolongeait sur la rue par la double arcade de la porte d'Orléans qui ouvrait l'enceinte à l'est , éléments qui avaient été conservés pour la réalisation au XIVe siècle de la clouaison. En face au no 4, 6 petites maisons en pierre du XVIe siècle, entre le no 8 à no 12 et la rue du Port-Feu-Hugon, dans le périmètre de cet ensemble d'immeubles construit au début des années 1970, se trouvait le système fortifié de la tour Feu Hugon composé d'un donjon rectangulaire, d'une grosse tour ronde et d'une grande tour carrée dite Saint- Antoine. L'ensemble fut démonté au XVIIe siècle et XVIIIe siècle pour réutiliser les pierres pour construire les quais de Loire, aujourd'hui quai André-Malraux. Au no 23, no 25, no 27, petites maisons en pierre de la deuxième partie du XVIe siècle, très remaniée qui a conservé un pilastre au no 27. Au no 29, no 31, no 33 et no 35 maisons à pignon de la fin du XVe siècle et du début du XVIe siècle avec au no 35 la fameuse venelle Tintin. Au niveau du no 41 de la rue
Blanqui la percée de la rue Mirabeau, réalisée au début du XXe siècle, qui a fait disparaître au no 11 de la rue Mirabeau l'hôtel du XVIIe siècle dit de Paul buisson, beau-frère de Marie Guyart. Née le 28 octobre 1599, elle vient très tôt habiter le faubourg Saint-Pierre-des-Corps où devenue veuve à 19 ans, elle travaillera une dizaine d’années pour son beau-frère dans cet hôtel qui a complètement disparu en 1950. Marie Guyart entrera au couvent des Ursulines de Tours en 1631 et partira pour le Canada en 1639 pour installer une communauté ursulines de la Nouvelle-France à Québec. Elle est canonisée par le pape François, le 3 avril 2014.
De retour rue Blanqui au no 32,34, très grande maison du tout début du XVIe siècle qui a la double particularité de présenter une façade sur rue à mur gouttereau et qui n'a jamais été très remaniée, avec doubles escaliers-galeries dans la cour, avec une venelle du XVIe siècle au no 38. Grande maison à pignon en ardoise du XVe siècle au no 42,44 avec une venelle au no 46 ou en face du no 57 au no 73 qui forme un ensemble complet de maisons du XVe siècle au XVIIe siècle. Arrivé devant la place Saint-Pierre, se trouve l'église Saint-Pierre-des-Corps du XIIIe siècle au XVIe siècle, très remaniée au XXe siècle, qui a la particularité en tant que paroisse de ne pas faire partie de Saint-Pierre-des-Corps. L'église abrite dans le collatéral, la tombe de Jehan Papin et son épouse, son nom reste lié à celui de Jean de Dammartin architectes et maîtres d’œuvre conjoints de la cathédrale
 Saint-Gatien entre 1427 et 1484. En face de l'église au no 12 de la rue Avisseau grande maison à colombages à pignon du XVIIe siècle qui se trouve être la maison et l'atelier de Charles-Jean Avisseau. Impressionné par les œuvres du céramiste Bernard Palissy, il décide de retrouver cet art perdu, et s’inspira de la faune et de la flore des bords de Loire pour réaliser ses céramiques. Malgré une certaine notoriété il décède dans la misère en 1861. Son fils Édouard Avisseau réalisera un grand retable en céramiques pour La Grande Bretèche qui fut une résidence de Jean-Paul II à Tours. Le faubourg Saint-Pierre au no 17 rue Avisseau était aussi le quartier de l'atelier des Lobin père et Lobin fils, et leurs petits-enfants Léopold et Cécile Lobin, maîtres-verriers, qui avaient eu leur premier atelier au no 35 rue des Ursulines. Leurs réalisations ont laissé en Touraine et dans l'ouest de la France un patrimoine du XIXe siècle et du XXe siècle très important. De retour rue Blanqui du no 64 au no 70 ensemble de maisons en tuffeau du tout début du XVIIe siècle avec la venelle au no 66 dite Petite rue Simon. En face au no 79 le portail XVIIIe siècle avec ses 2 chasse-roue du presbytère Saint-Pierre grande bâtisse du XVIIe siècle, entièrement restaurée en 1787 pour Jean-François Guépin, député du clergé de Touraine pour les États généraux de 1789. Le reste de la rue se continue par un ensemble de maisons du XVIIe siècle du no 81 au no 87, grande bâtisse aux no 78,80,82 du XVIIe siècle et XIXe siècle à 2 étages, ou la maison en pierre au no 101 de la toute fin XVIIIe siècle. Du no 90 au no 112 ensemble de petites maisons du XVIe siècle très remaniées aux siècles suivants ou la grande bâtisse au no 114,116 avec en face le no 133,135 où se trouvait l'hôtellerie de l'étoile au point du jour près la barrière Saint-Pierre qui sera remplacée au XIXe siècle par le canal du Berry.
- Rue Blanqui
- 16 rue Avisseau
- 32-34 rue Blanqui
- 38 rue Blanqui, maison XVe s.
- 42 rue Blanqui
- 46 rue Blanqui
- 66 rue Blanqui
- Auberge du Point-du-Jour, 133 rue Blanqui

## Rues et espaces publics
Ces six rues qui croisent la Grande-Rue de la ville, constatent la complexité que représente l'histoire d'une ville comme celle de Tours, qui se traduit par des réalités matérielles, spirituelles et pécuniaires résultant des nécessités des vivants. Les rues très anciennes du Change, de la Monnaie, de la Rôtisserie et Briçonnet qui datent probablement du IXe siècle ou Xe siècle présentent parfaitement le formidable développement qu'a connu le quartier Saint-Martin, la ville nouvelle du Ve siècle. Sa réussite commerciale sera tellement déterminante pour la ville qu'aujourd'hui encore, 15 siècles après sa création, il reste un des principaux quartiers du commerce de la ville.La rue de la Scellerie, une des plus anciennes rues de la ville sera le lien (qui lui a peut-être donné son nom), entre les chancelleries de Saint-Gatien et de Saint-Martin.La rue Royale sera la nouvelle rue, celle qui fera entrer la ville dans une nouvelle dimension, celle du progrès et de l'urbanisme monumental du XVIIIe siècle, et fera disparaitre inconsciemment et brutalement un passé architectural qui en d'autres temps était les dimensions et les progrès d'une autre capitale de la France.

### Rue du Change
- Rue du Change
- Détail de la façade du 2 rue du Change, au coin de la place Plumereau
- Rue du change, vue d'ensemble, en direction du nord
- 14 rue du Change

| Rue du Change, place Plumereau, Carroi aux Chapeaux |  | Anciennement 2 rue du Change, 1 rue du Grand-Marché, en cours de démolition en 1897 |  | Hôtel Berthelot-Briçonnet, 15 rue du Change, en 1847 |
| Rue du Change, place Plumereau, Carroi aux Chapeaux |  | Anciennement 2 rue du Change, 1 rue du Grand-Marché, en cours de démolition en 1897 |  | Hôtel Berthelot-Briçonnet, 15 rue du Change, en 1847 |

La rue du Change longue de 130 mètres partait au nord de l'église Saint-Pierre, au portail gothique dit du Change au sud, dit aussi la porte des rois qui ouvrait sur la nef de la basilique Saint-Martin. La rue a conservé sa largeur d'origine de la place Plumereau à la rue de Châteauneuf, la démolition de la basilique Saint-Martin à la fin XVIIIe siècle a fait prolonger la rue du Change jusqu'à la rue dite des Halles percée dans les ruines de la basilique. Le nom de la rue du Change vient des tables et ateliers des changeurs et orfèvres de la monnaie à Tours, établis dans la rue et ses entours. Le nom de la rue du Change apparaît dans les textes manuscrits entre le XIIIe siècle, la porta Cambiorum et le XIVe siècle
la porta Aurifabrorum. Une porte fortifiée du XIe siècle de l'enceinte de Châteauneuf dite de Saint-Denis en référence à l'église Saint-Denis toute proche fermait la rue du change au niveau des actuelles maisons des no 8 et no 5, Les arrêtés d'octobre et novembre 1806 en prescrivirent sa démolition pour améliorer la circulation de la rue, Le plan d'alignement de la rue de 1818 approuvé par ordonnance royale du 2 août 1820 constate que le portail au milieu de la rue a été démoli depuis peu
.
- Rue du Change
- 11-17 rue du Change
- 9 rue de l'Arbalète, logis noble XVIe s.
- 7 rue du Change
- 14 rue du Change

### Rue de la Monnaie
- Rue de la Monnaie
- Place de la Monnaie-Tournois
- Palais des Monnaies, XVII-XVIIIe s.
- Place de la Monnaie-Tournois
- 24 rue du Petit-Soleil, maison XVIe s.

La rue de la Monnaie, longue de 120 mètres a conservé en partie sa largeur d'origine entre les no 26 et no 25 et les no 13 et no 18, la rénovation-restauration lancée dès 1960 dans le quartier Saint-Martin avait décidé de supprimer en partie les petites rues dans ce périmètre pour mettre en valeur le palais des Monnaie du XVIIe siècle et XVIIIe siècle, par la conception et la réalisation  de la place de la livre tournois. Le nom de la rue de la Monnaie est connu depuis le XIVe siècle et son nom n'a pas changé malgré la suppression de l'atelier monétaire royal en 1772. La rue part de la place Plumereau anciennement Carroi aux chapeaux à l'ouest, à la rue du Président-Merville anciennement rue du Boucassin à l'est. Son nom de la monnaie rappelle l'importance qu'avait donné Clovis à la monnaie de Tours qui deviendra la livre tournois, remplacera la livre parisis à partir du XIIIe siècle par le rattachement de la Touraine au domaine de la Couronne. Philippe Auguste, Saint Louis étendent le cours légal de la monnaie de Tours à tout le royaume. Au XIVe siècle le franc à cheval Frappé à trois millions d'exemplaires, il va servir à payer la rançon du roi Jean II le Bon. Au début du XVIIIe siècle, la dénomination officielle de la Livre tournois devient la Livre, à la révolution le franc la remplace.
- Rue de la Monnaie
- Maison, angle rue de la Monnaie et rue du Change
- 26 rue de la Monnaie
- 19 rue de la Monnaie, XIII-XIV-XVe s.
- 4 rue des Orfèvres, logis noble XVIe s.
- 9 rue de la Monnaie, XIII-XIVe s.
- 17 rue de la Monnaie, hôtel XVII-XVIIIe s.

### Rue de la Rôtisserie
- Rue de la Rôtisserie
- 2-6 rue de la Rôtisserie, maisons fin XVIIIe s.
- 4-8 rue de la Rôtisserie, maisons fin XVIIIe s.
- Hôtel de l'Arbalète, 4 rue de la Rôtisserie
- 10 rue de la Rôtisserie
- 12 rue de la Rôtisserie, maison fin XVIIIe s.

La rue de la Rôtisserie longue de 130 mètres part de la place du Grand-Marché à l'ouest à la rue du Change à l'est. Connue depuis le début du XVIe siècle sous le nom de rue de la Rôtisserie parfois de la Souperie ou de la Crémerie dans les actes notariés. Ses différents noms de par le temps donnent une image fidèle qu'elle conserve encore aujourd'hui comme la rue des restaurants. Pendant la Révolution elle portait le nom de rue Bonneau, l'arrêté préfectoral du 15 juillet 1808 rue de Saint-Cloud, l'arrêté du 10 août 1816 lui rendit son nom de la Rôtisserie, qui provient sans doute d'une enseigne du XVe siècle. La rue de la Rôtisserie a conservé en partie sa largeur d'origine car la rue présente la particularité architecturale d'avoir son front bâti nord fait de maisons en pierre ou à colombages à pignon du XVe siècle et XVIe siècle alors que son front bâti sud ne présente que des maisons fin XVIIIe siècle. Cette particularité provient des premiers programmes d'urbanisme d'élargissement et de réalignements des rues au XVIIIe siècle, où on reconstruit le bâti d'un seul côté de rue par mesure économique, la rue de la Rôtisserie a donc sa face bâti nord du Moyen Âge et sa face bâti sud fin XVIIIe siècle.
- Rue de la Rôtisserie
- 4 rue du Grand-Marché, escalier-galerie
- 15 rue de la Rôtisserie
- 5 rue de la Rôtisserie
- 3 rue de la Rôtisserie
- Angle rue de la Rôtisserie et rue du Change

### Rue Briçonnet
La rue Briçonnet, longue de 200 mètres, a conservé en partie sa largeur d'origine, anciennement plus longue, la rue partait au sud à l'angle de la grande rue, aujourd'hui la rue du Grand Marché, la création de la place Plumereau au début du XXe siècle a fait disparaītre cette portion de la rue. La construction de l'Université rue des Tanneurs en 1970 a supprimé la portion de la rue au nord entre la place des Joulins, anciennement rue Simon, et la Loire. Anciennement des quatre Villes et Cassées elle prit au XVe siècle le nom des Trois Pucelles, (les pucelles sont des poissons qui remontent la Loire), nom que la rue conserva pendant plusieurs siècles, confirmé par arrêté municipale en 1816. La délibération du conseil municipal du 5 mars 1844 lui donna le nom de rue Briçonnet .
La rue rappelle la mémoire de Jean Briçonnet, premier maire de Tours élu en 1462, issu de la grande et fameuse famille Briçonnet, la rue a conservé de cette époque un grand nombre de logis nobles, d'escaliers-galeries et de maisons en pans de bois. La rue Briçonnet fut la première à bénéficier de la restauration-rénovation lancée dès 1960 et rendue nécessaire par la situation désastreuse des quartiers historiques de la ville de Tours, que l'on voit surtout à l'époque comme des quartiers et îlots insalubres à démolir. Ces périmètres doivent être remplacés par des habitations et des constructions neuves aux normes modernes d'hygiène et de confort de l'époque. Les logis et les maisons de la vieille ville qui vont du XIIe siècle au XVIIIe siècle sont très loin d'offrir le confort demandé, ils n'ont que 8 % de WC intérieurs, 9% une salle d'eau, 11 % du chauffage central, 21 % n'ont pas le gaz, 25 % n'ont pas l'eau courante et 4% n'ont même pas l'électricité.
- Rue Briçonnet
- Rue Briçonnet, 1 rue du Poirier. Maison et escalier-galerie XVIIe s.
- 29-31 rue Briçonnet
- Rue Briçonnet et 5 rue du Mûrier. Hôtel XVe s.
- 25 rue Briçonnet. Hôtel XVe s.
- 19 rue Briçonnet. Maison XVe s.

La rue Briçonnet présente au sud au no 36 un ensemble de deux maisons du premier quart du XIXe siècle construites avec une partie des pierres de l'église Saint-Pierre-le-Puellier démolie vers le début du XIXe siècle et dont la façade ouest se trouvait à cet emplacement, on peut toujours voir au no 34 le passage voûté du XIVe siècle qui reliait le cloître à la rue. En face au no 35 immeuble de la fin du XVIIIe siècle qui enserre sur le no 2 rue du Poirier, la façade d'une maison du XIIe siècle . Au no 33 grande maison du XVIIe siècle et XVIIIe siècle qui donne aussi sur la rue du Poirier, nom que cette rue a toujours porté depuis le XVe siècle et qui montre au no 1 un escalier-galerie du XVIIe siècle encastré dans une cage de pierre.
À la suite, le no 31, grande maison canoniale de Saint-Pierre-le-Puellier du XIIIe siècle dont le pignon qui avait disparu depuis longtemps a été reconstitué .
Au no 29 grand et rare logis noble du XIVe siècle qui avait été construit en lien du no 31, pour former jadis un seul et même ensemble , ils furent séparés au XVe siècle et sa tourelle d'escalier en pans de bois fut construite pour desservir ses étages. La cour du no 29 formait autrefois une maison où se trouvait la plus vieille boulangerie-pâtisserie de France ouverte au début du XVIIIe siècle, elle fermera son activité dans la deuxième partie du XXe siècle à la suite de la démolition de cette maison . La rue Briçonnet croise la rue du Murier anciennement au XVe siècle des Apprentis dans les Titres et rue du Murier au XVIe siècle qu'elle a gardé depuis , rue résidentielle où on croise nombre d'hôtels dont celui du no 5 rue du Murier du XVe siècle avec sa tourelle d'escalier en pierre dans la cour. De retour rue Briçonnet au no 32 maison à pans de bois en losange qui présente sur ses poteaux-corniers les statues de Pierre et Paul, avec sur la gauche sa tourelle d'escalier-galerie en bois du XVIe siècle
, qui fait face à un autre escalier-galerie au no 28 de la fin du XVIe siècle. En face au no 27 se trouvait un grand hôtel du XIVe siècle et XVe siècle qui a été détruit vers 1930 à la suite d'un incendie, et transformé en petit jardin dans la deuxième partie du XXe siècle, en conservant autour de ce périmètre des parties de l'ancien hôtel comme les cheminées ou les anciens grand portails qui donnaient sur la rue  et au no 25 l'hôtel en pierre du XVe siècle transformé au XVIe siècle avec son escalier en vis en pierre et en bois au noyau lisse aux étages supérieurs .
- Rue Briçonnet
- Portail de la maison de Tristan-l'Hermite
- Détail de la façade de la maison de Tristan-l'Hermite
- Détail de la façade de la maison de Tristan-l'Hermite
- Détail de la façade de la maison de Tristan-l'Hermite
- Escalier extérieur
- 32 rue Briçonnet
- 28 rue Briçonnet. Escalier-galerie XVIe s.
- 26 rue Briçonnet

La rue Briçonnet se continue en face, des no 26 au no 18 par un ensemble de maisons en pierre et colombage du XIVe siècle au XVIe siècle très transformée au XVIIe siècle et au XVIIIe siècle. La maison du no 26 du XVIe siècle a conservé sa structure en bois avec dans la cour un escalier-galerie du XVIIe siècle, la façade en pierre sur rue fut
reconstruite au XVIIIe siècle, celle du no 22 a la particularité d'avoir un escalier-galerie intérieur à balustres en spirale . La maison qui suit au no 24 quoi que très transformée, conserve l'esprit du Moyen Âge avec son pignon en pierre qui semble du XVe siècle. En face aux no 23 et no 21,deux hôtels du XVIIIe siècle de très grande qualité, au no 23 l'Hôtel de Boisleroy du tout début du XVIIIe siècle,
avec sa double cour intérieure . L'hôtel dit de Choiseul reconstruit dans la première moitié du XVIIIe siècle dans une structure plus ancienne probablement du XVIe siècle au no 21 . En face au no 16 l'hôtel Pierre du Puy remarquable construction de la toute fin du XVe siècle, entièrement réalisé en brique avec Chaînage en pierre de tuffeau avec son haut pignon à redents ou pignon à gradins. Cet hôtel seul exemple connu à Tours d'architecture flamande, possède dans sa cour intérieure des dictions sculptés dont priez dieu pure ou beaucoup vivrons peu aurons elle renferme aussi une très haute tourelle d'escalier en brique en Vis de Saint-Gilles avec un belvédère à son sommet . À l'angle, la rue Briçonnet rencontre la rue des Cerisiers connu sous ce nom depuis le début du XVe siècle et au no 1 de cette rue qui est le no 19 de la rue Briçonnet, la fameuse Auberge des Trois Pucelles maison à pans de bois du XVe siècle
 avec au no 17 une autre maison XVe siècle et XVIe siècle formant aujourd'hui la limite nord de la rue Briconnet par la réalisation dans le cadre de la restauration du vieux tours d'une place la place des Joulins pour mettre en valeur l'hôtel dit de Simon du XVIIIe siècle
au no 14 rue Briçonnet ,.

### Rue de la Scellerie
La rue de la Scellerie est une des plus anciennes de la ville de Tours, probable chemin gaulois doublant celui qui longe la Loire au nord et qui deviendra la Grande-Rue. La rue de la Scellerie, autre decumani axe principale de la ville antique du Haut-Empire la cité de Caesarodunum, tellement centrale que l'amphithéâtre, la plus monumentale construction civile et publique de la ville, sera construit dans son axe. La rue deviendra au Moyen Âge cette rue de la Scellerie, second axe médiéval, la sellaria turonensis terme du XIIIe siècle qui peut expliquer son nom qu'elle a toujours porté.
- Rue de la Scellerie
- Église des Augustins, rue de la Scellerie, en 1940.
- 27 rue de la Scellerie et rue de Luce
- Façade sud (principale) du Grand Théâtre
- Façade est du Grand Théâtre
- 52 rue de la Scellerie
- 66-68 rue de la Scellerie
- 93-95 rue de la Scellerie

### Rue Royale
La rue Royale longue de 700 mètres, a conservé sa largeur d'origine de 15 mètres entre les rues Néricault-Destouche, Émile-Zola et la place Jean-Jaurès sur 300 mètres. Toute la partie nord de la rue jusqu'à la Loire a été entièrement détruite sur 400 mètres par l'incendie de 1940. La rue Royale, aujourd'hui la rue Nationale et le dernier maillon après l'avenue de Grammont
terminée en 1757, la place Choiseul en 1763, l'avenue de la Tranchée en 1765 et le pont Wilson ouvert en 1779 de la nouvelle route d'Espagne, décidée par Louis XV et Daniel-Charles Trudaine et son fils Jean Charles Philibert Trudaine de Montigny directeurs du Département des Ponts et Chaussées.
- 47 rue Nationale
- Place Anatole-France
- Rue Nationale, vers 1910.

Axe majeur nord-sud de 6 kilomètres de la traversée de la ville, conçu et réalisé par François Pierre du Cluzel, intendant de la Généralité de Tours dès 1767 et Jean-Baptiste de Voglie. La rue fut construite dès 1772, en remplacement des anciennes rues neuve-Saint-Louis, Traversaine, du Bac par Mathieu de Bayeux et Jean Cadet de Limay architectes, entièrement réalisée en pierre de tuffeau, en style néoclassique Louis XVI. Supervisé sous les ordres de Gaspard-César-Charles de Lescalopier ancien intendant de la Généralité de Tours devenu conseiller d'État en 1767 et Étienne-François de Choiseul puis Charles Henri d'Estaing gouverneurs de la Touraine. La construction trop lente de la rue Royale et le déclenchement en 1789 de la Révolution française, stoppera sa réalisation qui ne sera terminée qu'à la fin du premier quart du XIXe siècle, elle deviendra toutefois le nouvel axe principal du commerce de la ville en remplacement de la Grande-Rue, ancien axe historique est-ouest.
- 50 rue Nationale
- Rue Nationale
- Rue Nationale

La rue Royale présentait avant l'incendie de 1940 à son début au nord, une place dénommée à sa création place Royale puis place Joséphine, c'est aujourd'hui la place Anatole-France. La place était encadrée par deux palais, celui de l'ouest qui sera construit de 1776 à 1784 et qui deviendra l'hôtel de Ville puis bibliothèque municipale en 1904. Celui de l'est prévu pour l'abbaye de Saint-Julien dans les plans de Jean Cadet de Limay, ne sera réalisé et terminé qu'au XIXe siècle par Bernard Mathias Guérin architecte et père de Gustave Guérin et Aignan-Robert Cadet de Limay fils de Jean qui terminera le travail de son père. Ce palais deviendra au XIXe siècle le musée des Beaux Arts puis au début du XXe siècle Muséum d'histoire Naturelle. La rue Royale avait la particularité architecturale voulue par son concepteur Jean Cadet de Limay, l'alternance d'immeubles en pavillon de trois à onze travées et de cours, reliés entre eux par de grandes portes cochères, ce procédé permit de masquer la forte pente de la rue. La rue présentait avant l'incendie de juin 1940, du anciennement no 1 au no 11 un ensemble de bâtiments administratifs le palais royal neuf, c'est dans ses murs que se réunissent en mars 1789 les députés du Bailliage de Touraine, avant de monter à Versailles pour les états généraux. En face au no 2 le fameux café du Musée du XIXe siècle, qui était encastré dans une porte cochère du XVIIIe siècle et au no 14 le passage Saint-Julien qui donnait sur l'église Saint-Julien.
- Sud de la rue Nationale
- 51 rue Nationale
- La rue Nationale de nuit, avec les voies du tramway au centre
- 53-59 rue Nationale
- 61 bis rue Nationale
- 64 rue Nationale
- 66-78 rue Nationale

## Places et espaces publics
Ces six places forment un lien avec la Grande-Rue, les trois premières sont du quartier Saint-Martin, la suivante du quartier Saint-Julien et les deux dernières du quartier Saint-Gatien.
La Place Plumereau était simple carrefour, le carroy aux chapeau avant son agrandissement, la légende du rassemblement de l'armée de Jeanne d'Arc reste une légende. Elle est aujourd'hui malgré son mélange architectural du XVe siècle au XXe siècle une des plus belles places de France ,.
La Place du Grand-Marché simple voie donnait sur la Grande-Rue, elle devient la place du grand marché lieu de commerce hors de l'enceinte. Elle demeure aujourd'hui un ensemble homogène de maisons à boutiques des XVe siècle et XVIe siècle qui mériterait peut être une grande restauration.
La Place de Châteauneuf, l'aréa Sancti Martini, lieu de commerce du Bourg Neuf à l'intérieur de l'enceinte de Châteauneuf, deviendra le lieu de domination par l'image, d'un des plus prestigieux monuments religieux de France : la basilique Saint-Martin qui domine encore aujourd'hui la place.
La Place Foire-le-Roi lie encore aujourd'hui Saint-Martin à l'est et Saint-Gatien à l'ouest. La place Foire-le-Roi fut lotie par l'abbaye de Saint-Julien au début XVe siècle pour devenir au XVIe siècle le secteur des hôtels Renaissance.
La place François-Sicard simple voie de la porte Saint-Étienne de la clouaison, c'est l'agrandissement au sud de cette enceinte au XVe siècle qui transformera cette voie en Place de la Porte Neuve. La place François-Sicard est la seule grande place à avoir conservé son caractère architectural classique du XVIIIe siècle.
La place Grégoire-de-Tours se trouve être le lieu le plus élevé de la vieille ville, la Colline de César qui lui donna son nom antique Caesarodunum. La place Grégoire-de-Tours par les bâtiments qui l'entourent forme le lieu le plus authentique du Moyen Âge dans la ville de Tours.

### Place Plumereau
La place Plumereau constitue le centre du quartier Saint-Martin. Elle est agrandie en 1895, ce qui nécessite la destruction de plusieurs habitations. Elle est successivement nommée carroi aux Chapeaux XIVe siècle, place Saint-Pierre-le-Puellier, place aux Fruits (1816), carroi Saint-Pierre, carroi des Quenouilles. À compter du 18 novembre 1888, elle prend le nom de place Plumereau, en l'honneur de Charles Plumereau (1818-1885), conseiller municipal de Tours qui lègue à la ville 3 000 francs,,. La place couramment surnommée place Plume et toutes rues alentour, piétonnes depuis 1985, abritent aujourd'hui de nombreux bars et restaurants qui accueillent Tourangeaux – notamment, le soir, des étudiants – et touristes. Avant la restauration de la place, elle comptait davantage de commerces de proximité et moins de lieux de restauration. La place qui constitue un site inscrit depuis 1935, compte plusieurs maisons à colombages inscrites aux monuments historiques et datant du XVe siècle. La place Plumereau portait autrefois le nom de place Saint-Pierre car sur le côté nord de la place se trouvait la grande église Saint-Pierre-le-Puellier, construction du XIIe siècle et XIVe siècle. L'église fut vendue comme bien national pendant la Révolution et en grande partie détruite, une partie des pierres de l'église servirent à reconstruire au XIXe siècle les maisons qui forment aujourd'hui le côté nord de la place.
- Place Plumereau
- Côté est
- Côté sud
- Côté ouest
- Côté nord
- Angle sud-ouest de la place
- Maison des 2 rue du Change et 26 rue de la Monnaie, place Plumereau
- Maison numérotée 2 rue du Grand-Marché, située place Plumereau
- Maison numérotée 10 rue du Grand-Marché, située place Plumereau
- Maison numérotée 12 rue du Grand-Marché, située place Plumereau

Le plan d'alignement des rues de la ville de Tours de 1818 fut approuvé par ordonnance royale du 2 août 1820, la place devait donc être agrandie, tout le côté sud jusqu'à la rue de la Rôtisserie devait être démoli. La délibération du conseil municipal du 19 juin 1868 décida que seul le côté ouest de la place serait mis à l'alignement et que le périmètre des maisons sur le milieu de la place serait démoli. Faute d'argent tous ces aménagements ne furent réalisés qu'au début du XXe siècle. Le côté ouest de la place Plumereau a subi un réalignement au début du XXe siècle, le no 13 est une ancienne maison, jadis à pans de bois avec pignon du XVIe siècle, le no 11 est une maison en faux pans de bois du 1er quart du XXe siècle et le no 9 est une grande maison construite dans la deuxième partie du XIXe siècle imitant l'architecture Renaissance italienne. Le côté nord du no 09 au no 01 est une reconstruction du premier quart du XIXe siècle dans l'esprit du XVIIIe siècle. Le coté est de la place du no 02 au no 12 est un ensemble de maisons entièrement construites en pierre de tuffeau de la deuxième partie du XVIIIe siècle. Le côté sud qui a conservé sa numérotation de la rue du Grand Marché, présente un équilibre architectural du XVe siècle, XVIe siècle et XVIIe siècle assez remarquable, avec la maison d'angle XVe siècle au no 02, ou la grande maison en pierre du XVIIe siècle au no 04 qui conserve dans sa cour intérieure un remarquable escalier-galerie du début du XVIIe siècle, et les maisons à pans de bois du XVe siècle et du début du XVIe siècle au no 06,
no 08,
no 10,
et au no 12.

### Place du Grand-Marché
La place du Grand-Marché connue dès le XVe siècle dans les titres de propriétés, comme place du Marché ou du Grand Marché, était une simple voie entre la Grande-Rue et la place Saint-Clément. Ce passage devient une place au XVIe siècle où fut construite la plus grande fontaine  de la ville, inaugurée en aout 1518, réalisée par Pierre Valence et son fils Germain. Elle avait une pyramide de 8 mètres de haut et un bassin octogonal de 6 mètres, d'architecture Renaissance , la sculpture anachronique "le monstre" a pris sa place. Le 23 février 1590, Edmond Bourgoing, instigateur de l'assassinat de Henri III, y fut écartelé.
La place fut agrandie en 1845 par la suppression des grandes boucheries  qui occupaient la partie nord entre le Carroi aux herbes et la Grande-Rue . L'arrêté municipal du 10 août 1816 et la délibération du conseil municipal du 20 janvier 1905, lui confirmèrent son nom de place du Grand-Marché.
- Place du Grand-Marché
- 59 place du Grand-Marché, maison XVe s.
- Place du Grand-Marché, 3-5 rue de la Serpe, hôtel de Jean Bourdichon
- 29-27 place du Grand-Marché
- Maisons, place du Grand-Marché

La place est un exemple caractéristique d'un ensemble homogène, constitué par des maisons à boutiques des XVe siècle et XVIe siècle avec pignon sur rue . Ces maisons à pignons ont vu leurs façades fortement remaniées ou reconstruites au XIXe siècle en tuffeau, mais ces transformations n'ont pas altéré la cohérence de cet ensemble. On peut voir notamment, coté ouest de la place au no 1 la maison des Quatre-Fils-Aymon, aux nos 7, 9, 19, 21 et 23 maisons du XVe siècle avec façades en pierre du XIXe siècle, qui mériterait une très grande restauration. Au no 17 se trouvait une très grande maison en bois dite la Maison Bleu remarquable construction du XVe siècle (elle portait ce nom car elle était entièrement recouverte d'ardoise), elle a été reconstruite à la moderne en 1930 .
Les no 11,13,15 conservent encore leurs façades d'origine en bois ou le no 29,27 grande maison en pierre et bois XVe siècle et XVIe siècle avec façade remanié au XVIIIe siècle. La maison XVe siècle et XVIe siècle à l'angle de la place au sud, au no 59 avec son bardage en ardoise recouvre entièrement la maison . Cette maison avoisinait en face sur la place des halles anciennement de Saint-Clément , l’église Saint-Clément qui fut bâtie au XIIe siècle, reconstruite et embellie en 1462 sur décision de Jean Briçonnet puis de nouveau modifiée au XVIe siècle. Lors de la Révolution, elle fut vendue comme bien national puis cédée à la ville qui la transforme en halle aux blés, la première Halle de Tours. Mais l’église se trouva peu adaptée à ses nouvelles fonctions, Finalement pas suffisamment entretenue elle se dégrade rapidement et fut détruite pour construire de nouvelles halles vers la fin du XIXe siècle.
De retour sur la place du Grand Marché les nos 49 et nos 51 en pierre de taille sont du XIVe siècle . À l'angle du nos 51 la rue de la Serpe, nom connu depuis le XVe siècle ou se trouve au no 3 et no 5 l'hôtel dit de Jehan Bourdichon du XVe siècle et XVIe siècle avec escalier-galerie du
XVIIe siècle dans la cour. La tradition historique place dans cet hôtel l'atelier de ce grand peintre Tourangeau Jean Bourdichon, un des maitre de l'École de Tours.
Le côté est de la place présente, entre les nos 54 et 56 le portail d'entrée principal de l'hôtel des trésoriers de Saint-Martin du XVe siècle classé le 19 février 1916, à la suite, du nos 54 au 38 grand et rare ensemble immobilier de maisons à boutiques et grandes arcades en rez-de-chaussée du XVIIe siècle en pierre de tuffeau, réalisé dans le périmètre de l'hôtel des trésoriers de Saint-Martin entre la rue des Halles anciennement de Racan et la rue de la Longue-Échelle.
L'ensemble des maisons et constructions civiles de la partie est de la place du Grand Marché du no 8 au no 30 s'appuie sur l'enceinte de Châteauneuf, la place à sa création était organisée hors de l'enceinte de l'abbaye Saint Martin, ce qui la rendait en franchise, c'est-à-dire sans impôts. L'ensemble de ces maisons en pans de bois ou en pierre très anciennes du XIVe siècle au XVIIe siècle ont été aussi très remaniées au XIXe siècle surtout pour leurs façades sur la place. On peut toutefois remarquer que les façades du no 24,26 sont les plus hautes et dominent la place, car cet ensemble est un grand hôtel en pierre du XIVe siècle au XVIe siècle peu connu, avec dans sa cour intérieure une des plus grandes tourelles d'escalier du Vieux Tours et un système complet d'escalier-galeries du XVIe siècle et XVIIe siècle, un ensemble qui mériterait une très grande restauration. La maison du no 12 est du XVIe siècle et XVIIe siècle en pans de bois avec façade reconstruite en pierre sur la place au XIXe siècle, la maison au no 8 est construite au XVIIIe siècle sur les bases d'une des tours d'angle de l'enceinte de Châteauneuf qui est conservée.
- Place du Grand-Marché
- 12 place du Grand-Marché, maison XVI-XVIIe s.
- 24-26 place du Grand-Marché, hôtel XIV-XV-XVIe
- 24-26 place du Grand-Marché, tour d'escalier, hôtel XVIe
- 24-26 place du Grand-Marché , escalier-galeries XVIIe
- Place du Grand-Marché, 20 rue de la Longue-Échelle, hôtel des Trésoriers
- 54-56 place du Grand-Marché

Aujourd'hui, la tradition des marchés sur la place se perpétue par la Foire à l'ail et au basilic tout à fait exceptionnelle de la Sainte Anne, qui a lieu le 26 juillet. Les habitants viennent s'approvisionner en ails, échalotes, oignons et basilic, et elle reste une fête très populaire en Touraine depuis la nuit des temps.

### Place de Châteauneuf
La place de Châteauneuf anciennement l'area Sancti Martini, l'espace Saint-Martin le centre du Bourg Neuf qui deviendra Châteauneuf. Les premières mentions du Bourg Saint-Martin dates de 837, des actes de Charles le Chauve sont souscrits in monasterio Sancti Martini en 845. En 853, à la suite des nombreux pillages des Normands, toutes les reliques quittent la ville et vont se réfugier à l'abbaye Saint-Paul. Une résidence royale dans le périmètre de la Place de Châteauneuf des 878 ne fait aucun doute, peut être l'origine de l'Hôtel de la Chancellerie de Saint-Martin tout proche.
Pendant le Xe siècle et le XIe siècle la place prend sa forme architecturale et sa future configuration par la reconstruction d'une nouvelle basilique.
- Place de Châteauneuf
- Place de Châteauneuf
- Hôtellerie du Panier Fleury
- Hôtel des ducs de Touraine

La place va se structurer au nord de la basilique Saint-Martin, de la porte du Change portail nord de la basilique à la tour dite de Jean l'Enroué (les cloches de la tour sonnaient très rarement) qui deviendra à la Révolution la tour Charlemagne. La place est enveloppée au nord par un ensemble monumental entre la rue du Change, l'église Saint-Denis
et l'Hôtel des ducs de Touraine, le Palais des Duc de Touraine. La place se fermait à l'est aujourd'hui le no 5 par l'église Notre-Dame de l'écrignole .
Cette église fut fondée vers la deuxième moitié du VIe siècle par une fille de Clotaire, fils de Clovis, Son nom de Scrinolium définissait le lieu ou se trouvaient les religieuses chargées de l'entretien des reliques. Hervé de Buzançais, transféra les religieuses au début du XIe siècle à l'abbaye de Beaumont aujourd'hui le quartier de Beaumont-lès-Tours et l'église reconstruite au XIIIe siècle devint paroissiale, jusqu'à sa destruction vers 1785, l'immeuble du no 5 de la place d'architecture néoclassique  Louis XVI qui donne aussi au no 75 et no 77 rue des Halles anciennement de la Harpe l'a en grande partie remplacé. Une partie de la place devant l'église de l'écrignole renfermait un petit cimetière clos par une fontaine renaissance construite par Alexandre Robin en 1544, composé d'un bassin octogonale en marbre et d'un pilier centrale surmonté d'une boule et une fleur de lys en or ,
l'ensemble fut détruit au début du XIXe siècle. Carroi Saint-Martin, puis Carroi aux Légumes, la délibération municipale d'octobre 1884 lui donna le nom de place de Châteauneuf.
- Place de Châteauneuf
- Place de Châteauneuf
- Nouvelle basilique Saint-Martin, 1888-1902
- Rue du Panier Fleuri, maison XIIe s.
- Place de Châteauneuf, rue des Halles, hôtel XVII-XVIIIe s.

### Place Foire-le-Roi
La place Foire-le-Roi était à l'origine plus vaste, formant une dépression montant graduellement de la Loire vers la Grande-Rue. La place devint au XIIIe siècle le lieu où était installé le pilori et où se tenaient les foires. En 1355 par lettres patentes, le roi Jean II le Bon, crée sur la place la foire de la Saint-Christophe pour financer la construction de la clouaison . Son nom passera de la Fère-le-Roy à la Foyre-le-Roy, nom qui passera ensuite à la place elle-même.
En 1545, François Ier accorde deux foires franches pour aider les soyeux tourangeaux, l'une en mars et l'autre en septembre ; elles sont l'origine des foires actuelles.
- Place Foire-le-Roi
- La place Foire-le-Roi
- Maison à colombages, XVe, XVIe et XVIIIe s., 23 place Foire-le-Roi
- Place Foire-le-Roi, venelle du Coeur-Navré
- 3-17 place Foire-le-Roi
- Escalier-galerie, 9 place Foire-le-Roi
- 1-3 place Foire-le-Roi

La place constitue un site classé depuis le 13 mai 1935, le côté sud de la place a été détruit pendant les bombardements de 1944. En 1958, malgré l'intervention de monsieur Pierre Boille, deux belles maisons à pan de bois du XVe siècle, les 15 et 13 de la place, furent détruites par leurs propriétaires.
La place compte encore aujourd'hui un nombre important de monuments protégés, comme l'hôtel de Jean Galland ou l'hôtel du 17 de la place du XVIIIe siècle mais aussi des maisons à pan de bois XVe siècle et XVIe siècle au nos 1, 3, 5, 7, 9, 11, 23 avec façade en bois ou en pierre ainsi qu'une rare maison en brique au no 18 du XVe siècle.
- Place Foire-le-Roi
- Hôtel Babou de la Bourdaisière, XVIe s., 8 place Foire-le-Roi
- Portail de l'hôtel Babou de la Bourdaisière
- Hôtel Thomas Tacquin, XVe s., place Foire-le-Roi
- Hôtel Ronsard, XVIe s., place Foire-le-Roi
- Maison de brique, XVIe s., place Foire-le-Roi

### Place François-Sicard
- Place François-Sicard
- La porte Neuve ou bastille Saint-Vincent. Hogenberg,1572
- Place François-Sicard. Plan Fayot, 1787
- Place François-Sicard, façades ouest
- Place François-Sicard, façades nord

La place François-Sicard était anciennement de la porte Saint-Étienne au XIVe siècle, carroi de la Porte Neuve ou place de la Bastille-Saint-Vincent au XVIe siècle et place de l'Archevêché au XVIIe siècle. La place prit le nom Émile-Zola en 1905 et place François Sicard en 1934 à sa mort, la place et son square réalisé XIXe siècle par les frères Bühler constitue un site inscrit en 1944 La place a conservé son caractère architectural et son équilibre du XVIIe siècle, XVIIIe siècle et XIXe siècle que rien n'est venu déparer.
- Place François-Sicard
- Place François-Sicard, façade est, portail de l'Archevêché
- Jardin des Beaux-Arts
- Hôtel Liebert de Nitray
- Place François-Sicard, 9 rue de la Barre, logis noble XVe et XIXe s.

### Place Grégoire-de-Tours
La place Grégoire-de-Tours peut être considérée comme l'essence même de la ville de Tours, car la place se trouve à la cote ngf 53.60 soit le lieu le plus élevé de la vieille ville. La ville romaine de Caesarodunum, ancienne ville de Tours, avait du Ier siècle au IIIe siècle son centre aussi sur cette place, la fameuse Colline de César qui dominait certainement la ville antique. La place fut aussi le centre du quartier Saint-Gatien qui correspond au périmètre de la cité gallo-romaine, qui va se rétracter et prendre un autre développement dans un castrum à partir du IVe siècle, à l’intérieur de son enceinte gallo-romaine. La place forme la jonction du nord au sud, entre les rues de la Psalette, Racine, Manceau, du Général Meunier et Fleury, formant ensemble les voies du quartier canonial Saint-Gatien.
- Place Grégoire-de-Tours
- Place Grégoire-de-Tours, côté nord
- Chevet de la cathédrale, place Grégoire-de-Tours
- Façade arrière du Palais des Archevêques, place Grégoire-de-Tours
- Place Grégoire-de-Tours
- Place Grégoire-de-Tours

Il n'est pas facile aujourd'hui de définir la forme que la place avait du Ier siècle au IIIe siècle. On peut seulement imaginer à l'est entre la rue du Général-Meunier et la rue Racine, l'enveloppe et la façade de l'amphithéâtre et à l'ouest un temple romain à l'emplacement où se trouve aujourd'hui la cathédrale Saint-Gatien. La forme de la place Grégoire-de-Tours peut être plus facilement définie par les bâtiments du XIIe siècle au XVIe siècle qui entourent encore la place et forment le lieu le plus évocateur du Moyen Âge à Tours. La place anciennement de Saint-Maurice qui était l'ancien vocable de la cathédrale de Tours, place des Terreau sous la Révolution et la délibération du conseil municipal du 10 novembre 1832 qui lui donna le nom de place Grégoire-de-Tours.
- Place Grégoire-de-Tours
- Place Grégoire-de-Tours, 12 rue du général Meunier
- Place Grégoire-de-Tours, 1 rue Manceau
- Place Grégoire-de-Tours, 9 rue Manceau
- Place Grégoire-de-Tours, 4 rue du général Meunier